# Mars Reconnaissance Orbiter
Pour les articles homonymes, voir MRO.

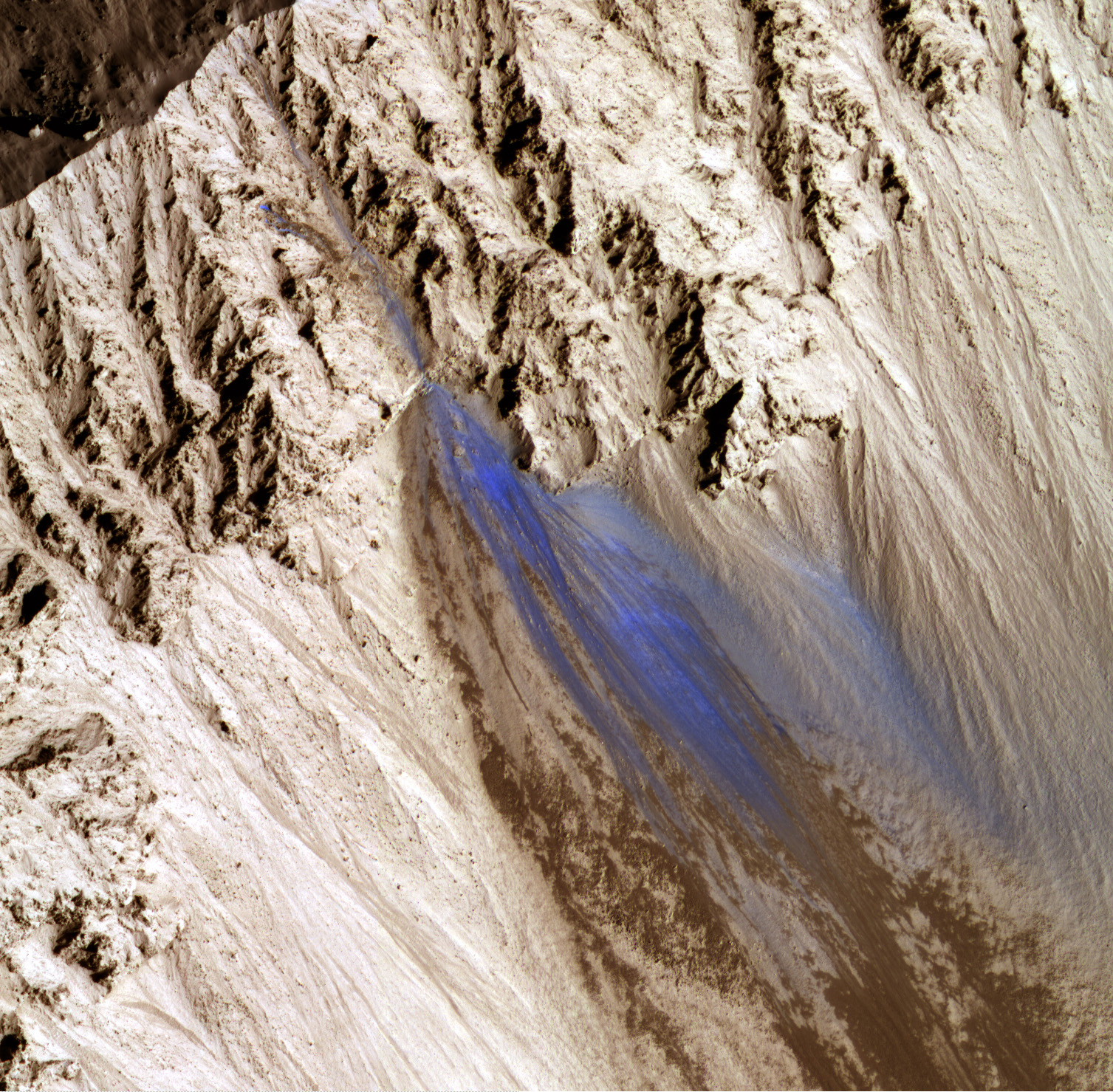
Image en fausses couleurs, prise le 11 décembre 2006 par l'instrument HiRISE de la sonde MRO, d'un glissement de terrain dans le cratère Zunil.

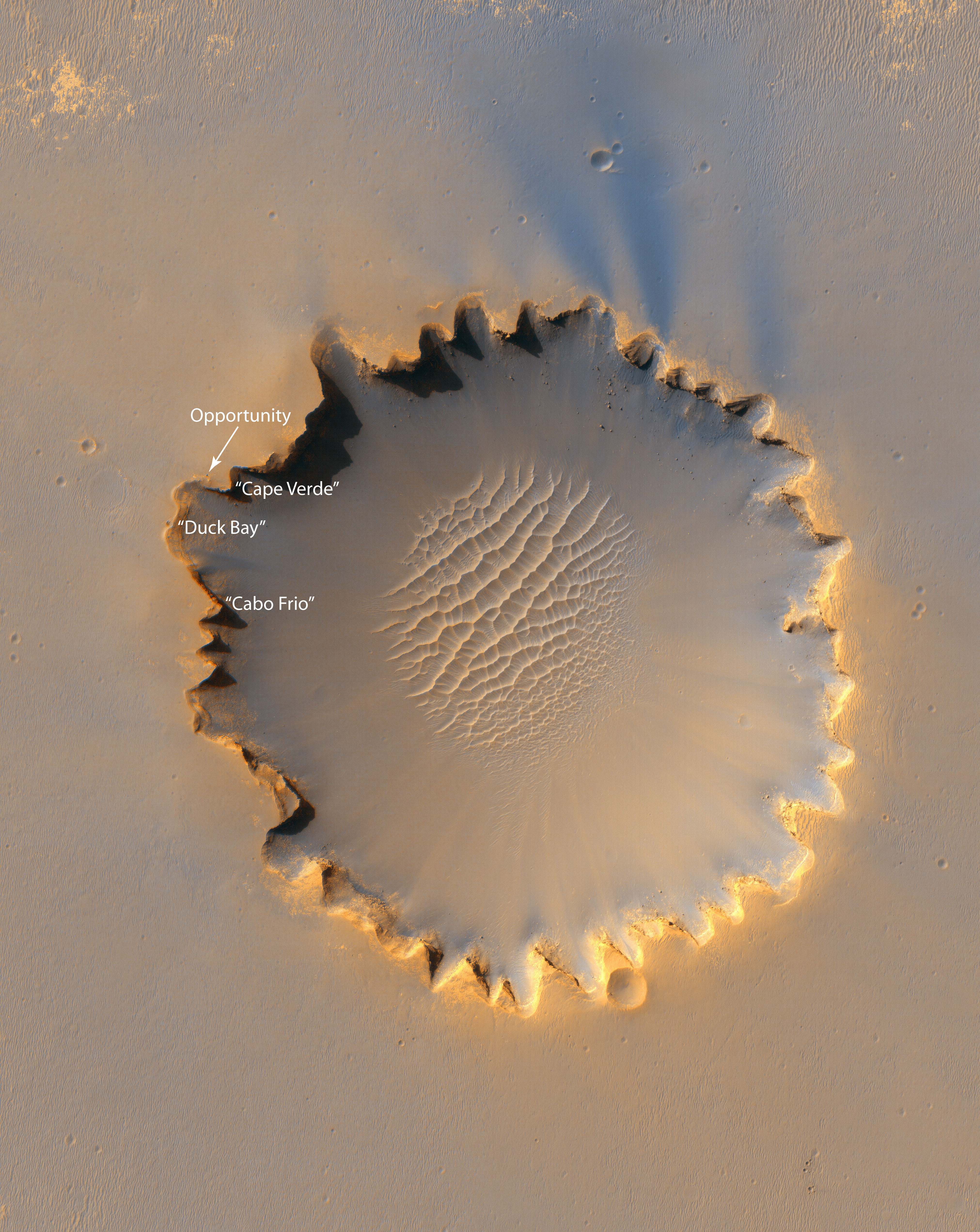
Le cratère Victoria photographié en octobre 2006. Le rover Opportunity est visible au bord du cratère à 10 h.

Mars Reconnaissance Orbiter (MRO) est une mission spatiale américaine de la NASA en orbite autour de Mars. La sonde spatiale MRO a été lancée le 12 août 2005 par une fusée Atlas V-401 depuis la base de lancement de Cap Canaveral et s'est insérée en orbite martienne le 10 mars 2006. La sonde a modifié son orbite durant les cinq mois suivants en utilisant la technique de l'aérofreinage pour parvenir à se placer sur une orbite basse circulaire.
L'objectif principal de la mission MRO est de cartographier la surface de Mars. L'orbiteur de grande taille (plus de 2 tonnes avec les ergols) dispose pour remplir cet objectif du télescope HiRISE permettant d'obtenir des images avec une résolution de 20 à 30 cm. Cet instrument est complété par un spectromètre et un radiomètre fonctionnant en lumière visible et infrarouge ainsi que par un radar qui permettent de déterminer la composition minéralogique du sol, sa géologie ainsi que de rechercher l'eau piégée sous forme de glace. Enfin, MRO est équipé d'un système de télécommunications qui doit lui permettre de transférer des volumes de données très importants vers la Terre et de jouer le rôle de relais pour les données collectées par les atterrisseurs et rovers posés à la surface de Mars tels que Mars Science Laboratory.
En arrivant en orbite autour de Mars, MRO prend la suite de Mars Global Surveyor et devient le quatrième satellite artificiel opérationnel en orbite autour de la planète rouge avec la sonde européenne Mars Express, et les deux sondes de la NASA  2001 Mars Odyssey et Mars Global Surveyor. Les instruments de MRO ont permis notamment de cartographier de manière extrêmement détaillée des régions particulièrement intéressantes en identiant les minéraux (argiles, sulfates) résultant de la présence d'eau, d'estimer le volume de la calotte polaire de Mars, de détecter de la glace dans des cratères situés à une latitude relativement basse, de découvrir de nombreux phénomènes se déroulant à la surface et d'identifier les zones explorées par les astromobiles de la NASA. La mission initiale, qui s'achevait en décembre 2008, a été prolongée à plusieurs reprises et devrait rester opérationnelle jusqu'au milieu de la décennie 2020.

## Contexte
En recherchant les raisons de l'échec de la sonde spatiale Mars Polar Lander (MPL) perdue durant la phase d'atterrissage sur le sol martien, les responsables de la NASA constatent qu'ils ne disposent pas de moyens leur garantissant que le site d'atterrissage ne présente aucun risque. Les meilleures images fournies par les sondes spatiales en orbite autour de Mars (Mars Global Surveyor et 2001 Mars Odyssey) ont une résolution spatiale de deux mètres. Ce niveau de détail ne permet pas d'identifier des rochers d'un mètre susceptibles de faire basculer un engin spatial au moment de son atterrissage. Ne pouvant se reposer entièrement sur les photos prises par Mars Global Surveyor, les concepteurs de la mission MPL se sont ainsi appuyés sur des statistiques de distribution des rochers pour sélectionner le site d'atterrissage. Bien qu'un accident de ce type ait été écarté pour expliquer l'échec de Mars Polar Lander, la NASA décide de développer un orbiteur martien capable de fournir des images permettant d'éliminer ce risque pour les prochaines missions envoyées sur le sol de Mars. Une résolution de 30 centimètres est retenue pour la caméra embarquée par le futur orbiteur martien qui est baptisé Mars Reconnaissance Orbiter (MRO). Les scientifiques responsables des instruments embarqués à bord de Mars Climate Orbiter, également perdu en 2009, obtiennent que MRO emporte une copie du principal instrument (rebaptisé Mars Climate Sounder ou MCS) pour étudier l'atmosphère et le climat de la planète. La décision de développer Mars Reconnaissance Orbiter est prise au début de l'année 2000 quelques mois après le démarrage du projet de rovers martiens Mars Exploration Rover (MER) mais, alors que les rovers doivent être lancés en 2003, la date de lancement de MRO pour la fenêtre de lancement suivante est fixée en 2005.

## Objectifs
Les contributions de la mission MRO s'inscrivent dans les objectifs scientifiques que la NASA a assigné à son programme martien :
- déterminer si la vie a pu apparaître sur Mars[3] ;
- définir les caractéristiques du climat martien[4] ;
- étudier la géologie de la planète[5] ;
- préparer les futures missions d'exploration avec équipage[6].

Les objectifs scientifiques suivants sont assignés à la mission MRO :
- caractériser le climat actuel de Mars et les mécanismes physiques à l'origine des changements climatiques saisonniers et interannuels ;
- déterminer la nature des terrains présentant une stratification complexes et identifier les formations de surface résultant de l'action de l'eau ;
- rechercher les sites présentant des signes d'une activité liée à la circulation de l'eau en surface ou à l'hydrothermalisme ;
- identifier et caractériser les sites ayant le plus fort potentiel pour des missions impliquant des atterrisseurs ou des rovers ainsi que des missions de retour d'échantillons martiens.

Par ailleurs, la sonde spatiale joue un rôle très important pour les missions à la surface de Mars assurant le relais entre les engins posés sur le sol de Mars et la Terre.

## Architecture de la mission
| Orbiteur :                                   | MRO          | Mars Global Surveyor | Odyssey |
| -------------------------------------------- | ------------ | -------------------- | ------- |
| Date de lancement                            | 2005         | 1996                 | 2001    |
| Masse totale                                 | 2 180 kg     | 1 055 kg             | 733 kg  |
| Orbite                                       | 255 x 320 km | 380 km               | 400 km  |
| Résolution spatiale                          | 0,3 m        | 1,5 m                | 18 m.   |
| Volume de données transmises (gigabits/jour) | 20 à 90      | 0,7                  | 1       |

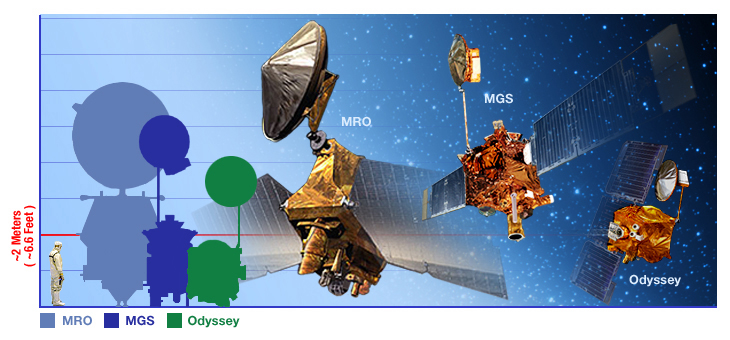
Comparaison des caractéristiques de MRO avec les orbiteurs martiens qui l'ont précédé. De gauche à droite ci-dessus profil de MRO, MGS et 2001 Mars Odyssey.

La mission primaire de Mars Reconnaissance Orbiter doit durer deux années martiennes (soit quatre années terriennes) : la première année est consacrée aux observations scientifiques tout en assurant le relais avec les engins posés à la surface de Mars. La deuxième année, les priorités sont inversées. Comme les orbiteurs qui l'ont précédé, MRO circule sur une orbite héliosynchrone : celle-ci passe au-dessus de l'équateur à 3 heures de l'après-midi pour privilégier la prise d'images qui nécessite des ombres longues. L'orbite est plus basse que Mars Global Surveyor (255 x 320 km au lieu de 370 km) ce qui augmente la résolution spatiale des photos. Comme les deux orbiteurs martiens qui l'ont précédé, MRO a recours à l'aérofreinage pour atteindre l'orbite à partir de laquelle il effectue ces relevés scientifiques. Cette technique permet d'économiser près de 580 kg d'ergols. Le choix de la résolution spatiale de la caméra principale fait débat : certains scientifiques souhaiteraient une résolution pas trop élevée pour disposer d'une couverture photographique relativement complète de la planète : la résolution la plus fine envisagée nécessiterait en effet 200 000 jours d'observation pour couvrir l'ensemble de la surface de Mars. Le choix d'une résolution élevée, raison d'être de MRO, est néanmoins retenu : la caméra HiRISE doit fournir des images ayant une résolution de 30 cm tandis qu'une deuxième caméra ayant une résolution de 6 mètres restituera le contexte de la photo. L'orbiteur emporte également un radar (SHARAD) optimisé pour analyser les couches superficielles du sol sur une profondeur de 1 km, un spectromètre imageur (CRISM) fonctionnant en infrarouge et en lumière visible et doté d'une résolution spatiale remarquable de 20 mètres et un sondeur atmosphérique (MCS) fournissant la température et la pression de l'atmosphère martienne ainsi que la température des calottes polaires. Pour faire face au volume des images de grande taille produites par sa caméra principale (80 fois plus de volume de données généré que 2001 Mars Odyssey), MRO dispose d'un système de télécommunications particulièrement performant utilisant pour la première fois la bande Ka de manière opérationnelle et comportant une antenne parabolique de 3 mètres de diamètre. Le satellite qui emporte une charge utile particulièrement importante (139 kg) pèse deux fois plus lourd que Mars Global Surveyor (2 180 kg contre 1 055 kg). Le coût de la mission (environ 720 millions US$ avec les opérations de la mission primaire) démontre que la NASA s'est démarquée en partie du dogme du faster, cheaper, better,.

## Construction de la sonde spatiale
La gestion du projet est confiée, comme les autres missions martiennes, au centre Jet Propulsion Laboratory de la NASA dont le siège est en Californie. En octobre 2001, le JPL choisit de confier à l'établissement de Denver de la société Lockheed Martin Space Systems la construction de la sonde spatiale. La gestion des opérations en vol, qui nécessite une expertise particulière du fait de la très haute définition de la caméra, est également confiée à Lockheed car la société dispose de compétences dans le domaine, acquises en réalisant des satellites de reconnaissance. Les instruments scientifiques sont développés à Tucson, par l'Université de l'Arizona, à Laurel dans le Maryland, au laboratoire de physique appliquée de l'Université Johns-Hopkins, mais également en Europe, à Rome, à l'Agence spatiale italienne (ASI) ainsi qu'à San Diego en Californie, au Malin Space Science Systems et au Jet Propulsion Laboratory.

## Caractéristiques techniques de la sonde spatiale

### Structure de la sonde
La structure de la sonde spatiale est réalisée en matériau composite contenant du graphite renforcé de matière plastique, complété par des panneaux en nid d'abeille d'aluminium. Le réservoir en titane contenant le carburant utilisé par la sonde est la pièce la plus importante de MRO et assure la rigidité de l'ensemble. La sonde spatiale est conçue pour résister à une accélération maximale de 5 g durant le lancement. La masse totale est inférieure à 2 180 kilogrammes, dont 1 149 kilogrammes d'ergols. À l'origine, l'orbiteur pesait 2 180 kilogrammes, mais les ingénieurs ont réussi à réduire le poids de la sonde de 51 kg. Cet allègement de la structure a permis de rajouter un supplément d'hydrazine, afin d'étendre la durée de vie de la sonde jusqu'en 2014. La charge utile a une masse de 139 kg.

### Production d'énergie

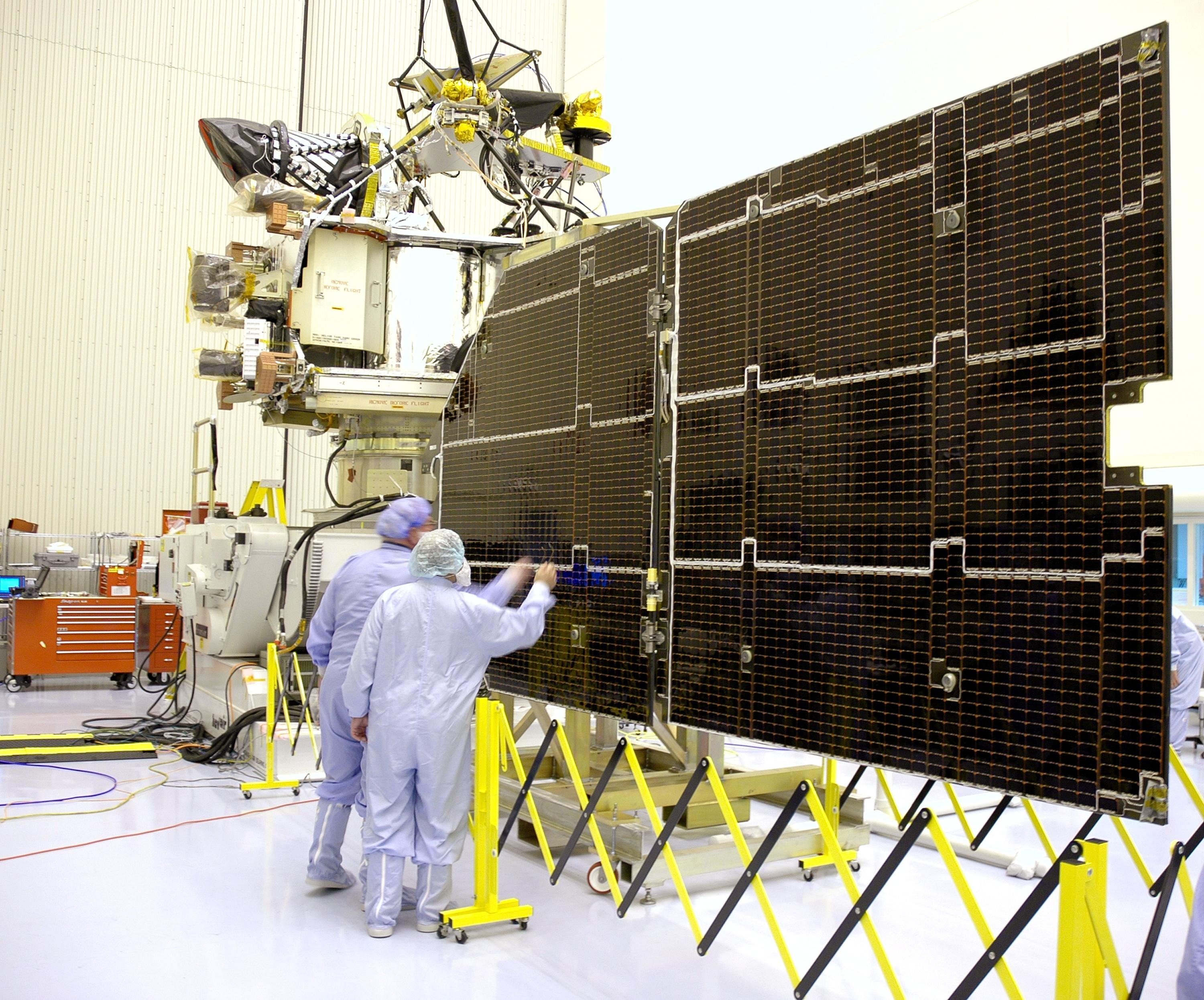
Les panneaux solaires de la sonde MRO.

L'énergie électrique de la sonde Mars Reconnaissance Orbiter est fournie par deux panneaux solaires, longs de 5,35 mètres pour une largeur de 2,53 mètres et montés de chaque côté du corps de la sonde. Chaque panneau solaire a une superficie d'environ 9,5 mètres carrés et comporte 3 744 cellules solaires, constituées de trois couches cristallines qui permettent de convertir plus efficacement l'énergie solaire en électricité. Dans le cas de MRO, ces cellules sont capables de convertir plus de 26 % de l'énergie solaire incidente, et peuvent délivrer un maximum de 2 000 watts sous 32 V en orbite martienne. Chaque panneau peut pivoter de façon indépendante autour de deux axes (rotation du haut vers le bas, ou de gauche à droite), et peut ainsi recevoir le rayonnement solaire sous un angle optimal.
Mars Reconnaissance Orbiter utilise deux batteries rechargeables au nickel métal hydrure. Les batteries sont utilisées comme source d'énergie lorsque les panneaux solaires ne font pas face au Soleil (comme durant le lancement, l'insertion orbitale ou le freinage atmosphérique), ou lors des passages dans l'ombre de Mars. Chaque batterie possède une capacité de stockage d'énergie de 50 Ah, mais la sonde n'ayant pas besoin de toute cette énergie, la batterie ne sera probablement utilisée qu'à environ 40 % de sa capacité, au début de la mission. Cette capacité diminue avec leur usure et celle des panneaux solaires. Lorsque la tension restante tombera sous 20 V, l'ordinateur de bord cessera de fonctionner.

### Ordinateur embarqué et stockage des données
L'ordinateur principal de Mars Reconnaissance Orbiter est un microprocesseur 32 bits RAD750, comprenant 10,4 millions de transistors, et dont l'horloge interne est cadencée à 133 MHz. Ce processeur est une version du PowerPC750, également appelé G3, qui a été durcie pour résister aux rayons cosmiques. Le processeur est installé sur une carte mère développée spécifiquement. Le processeur RAD750 est le successeur du RAD6000. Ce processeur est beaucoup moins puissant que ceux qui équipent les micro-ordinateurs contemporains mais il est particulièrement fiable dans l'espace, pouvant même fonctionner lors des tempêtes solaires.
Les données scientifiques sont stockées dans une mémoire flash de 160 gigabits (20 gigaoctets), constituée d'environ 700 puces de mémoire, chaque puce ayant une capacité de 256 Mbits. Cette capacité de stockage n'est pas très importante, si l'on considère que le volume de données acquis pèsera lourd. En effet, une seule image de la caméra HiRISE pourra occuper jusqu'à 28 Gigabits de données.
Le système d'exploitation du vaisseau, VxWorks, dispose de nombreuses fonctions permettant d'effectuer le suivi et la gestion de l'engin. De nombreux protocoles inclus dans VxWorks lui permettent de diagnostiquer précisément d'éventuelles erreurs.

### Systèmes de contrôle d'attitude et de navigation
Les systèmes de navigation et les capteurs fourniront des données aux ingénieurs (position du vaisseau, cap et altitude) :
- seize capteurs solaires (dont huit de secours) sont placés tout autour du vaisseau, pour déterminer l'orientation de celui-ci par rapport au Soleil ;
- deux viseurs d'étoiles sont utilisés pour fournir un pointage de précision à l'orbiteur, afin de déterminer son orientation. Ces « chercheurs d'étoiles » sont de simples caméras numériques utilisées pour reconnaître la position d'étoiles cataloguées de manière autonome ;
- deux centrales inertielles sont aussi présentes à bord (dont une de secours). Elles fourniront des données lors des mouvements du vaisseau. Chaque centrale à inertie est constituée de trois accéléromètres et de trois gyroscopes de type gyrolaser.

Quatre roues de réactions sont utilisées pour maintenir l'orientation de MRO y compris lors des pris de vue à très haute résolution qui nécessitent une grande stabilité du pointage.  La quatrième roue de réaction est disponible pou  remplacer n'importe laquelle des trois autres en cas de défaillance éventuelle. Chaque roue de réaction pèse 10 kg et peut tourner jusqu'à 6 000 tours par minute.

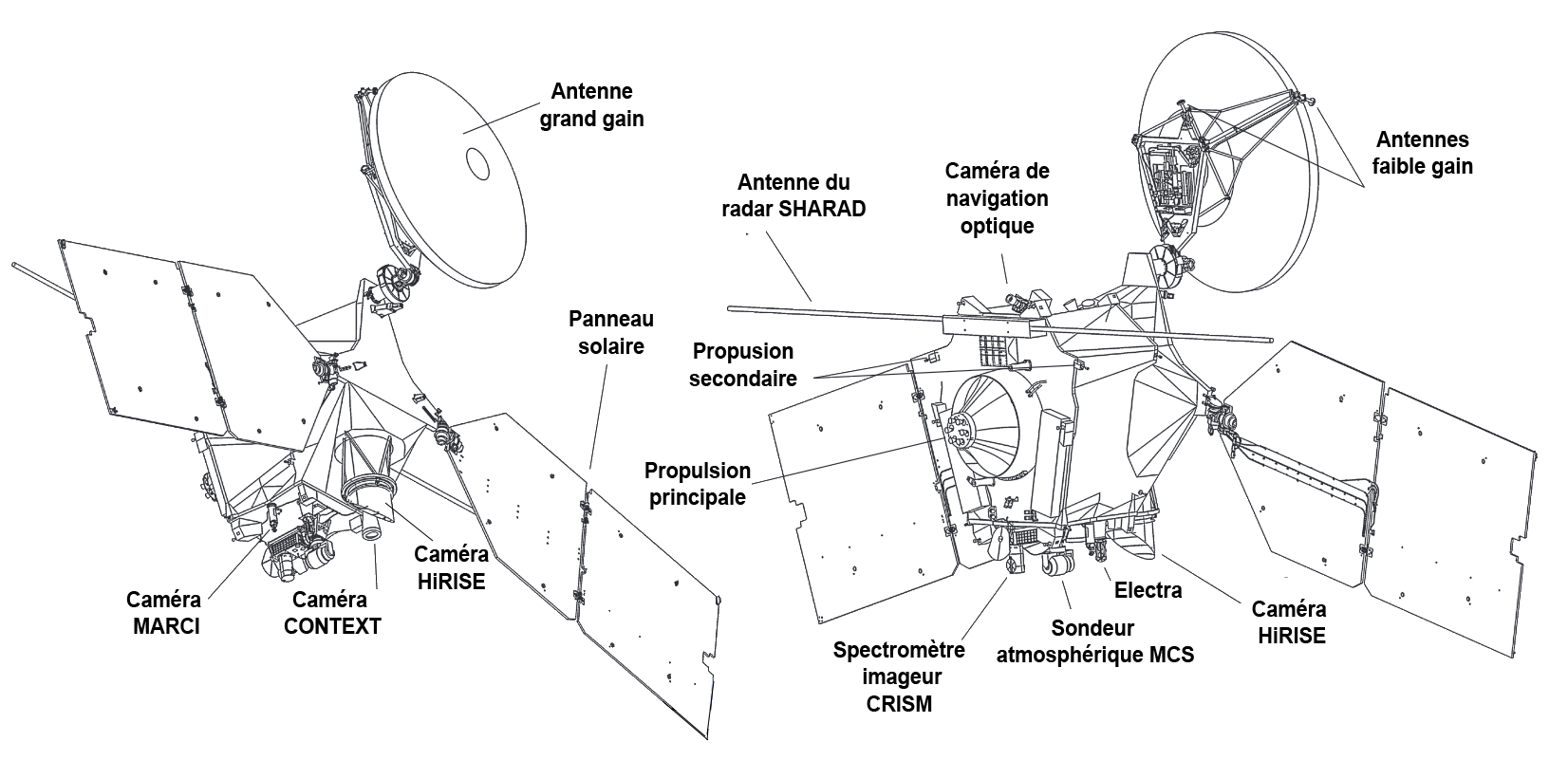
Schéma de la sonde spatiale.

### Système de télécommunications

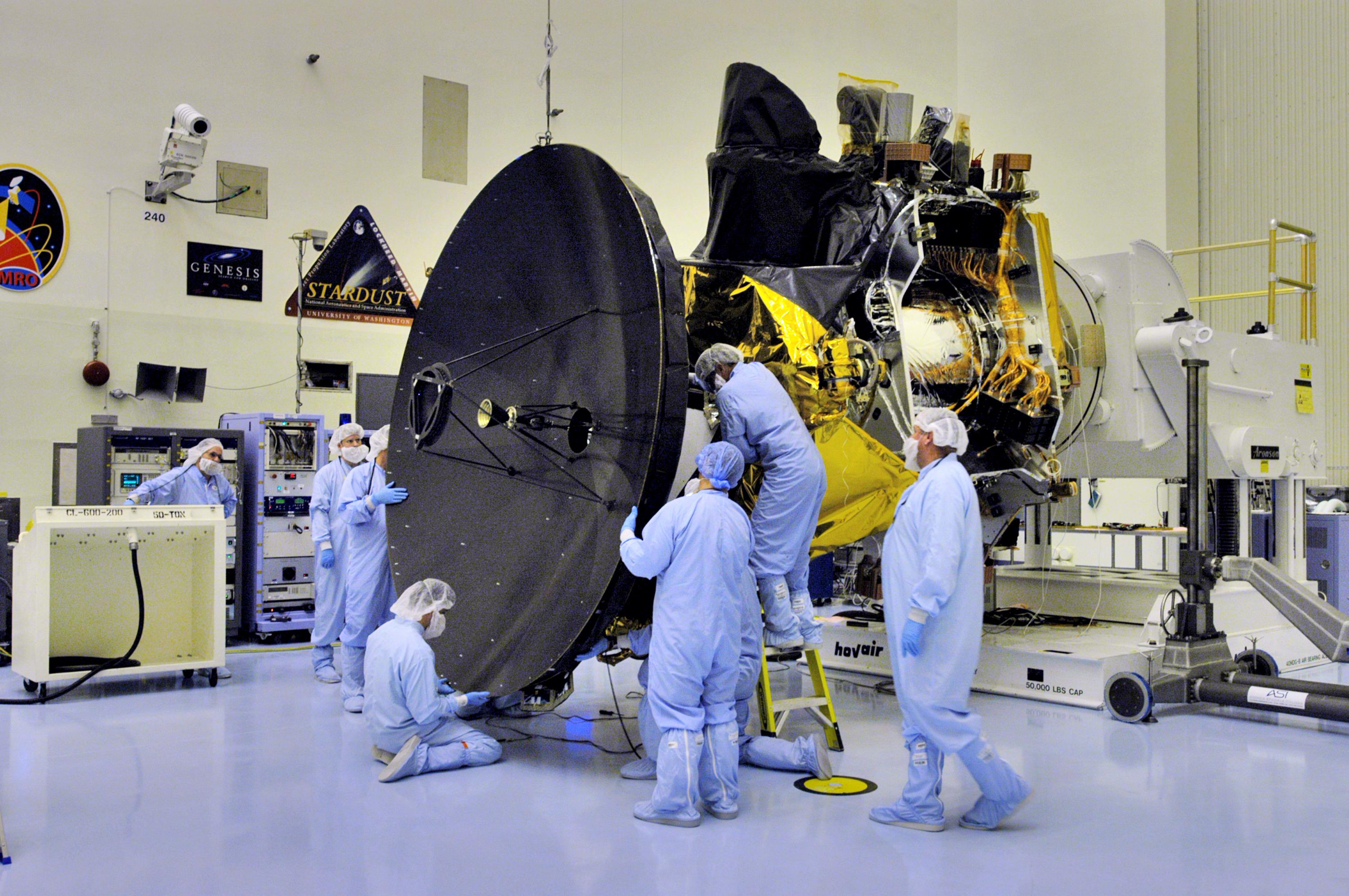
L'antenne grand gain est montée sur le corps de la sonde spatiale. Les opérateurs donnent l'échelle de cette antenne d'une taille exceptionnelle.

Le sous-système chargé des télécommunications utilise une grande antenne pour transmettre ses données à la fréquence couramment utilisée pour les sondes interplanétaires (soit la bande X, à la fréquence de 8 GHz). MRO innove en utilisant de manière expérimentale la bande Ka, à 32 GHz, afin de transmettre des données à haut débit. La vitesse de transmission des données peut atteindre 6 Mbit/s. Ce taux de transfert de données est dix fois plus élevé que pour les précédents orbiteurs martiens. Deux amplificateurs seront utilisées pour la fréquence radio en bande-X (puissance émise de 100 watts, le second amplificateur étant un appareil de secours). Un amplificateur en bande Ka consomme 35 watts. Au total, la sonde achemine deux transpondeurs.
Deux antennes plus petites, à faible gain, sont aussi intégrées à la sonde, pour les communications à bas débit (elles seront utilisées en cas de situations critiques, lors du lancement ou de l'insertion en orbite martienne). Ces antennes n'ont pas besoin d'être pointées vers la Terre, elles peuvent transmettre et émettre dans n'importe quelle direction.

### Système de propulsion
Pour se propulser, la sonde comprend vingt moteurs-fusées monoergols qui brûlent tous de l'hydrazine, un carburant qui produit spontanément des gaz, sans système de mise à feu, en passant sur un catalyseur. MRO emporte 1 220 kg d'hydrazine, dont 70 % est utilisé lors de la manœuvre d'insertion en orbite. L'hydrazine est injectée dans les moteurs en étant mis sous pression par de l'hélium stocké dans un réservoir spécial. Les moteurs sont de trois types :
- six moteurs-fusées sont utilisés pour les manœuvres orbitales nécessitant une poussée importante, en particulier l'insertion en orbite autour de Mars. Chacun des moteurs produit 170 newtons de poussée, soit un total de 1 020 N. En utilisant plusieurs moteurs plutôt qu'un seul pour la mise en orbite autour de Mars, le risque créé par la défaillance d'un moteur est réduit ;
- six moteurs de poussée intermédiaire (22 newtons) sont utilisés pour les manœuvres de correction de trajectoire au cours du transit entre la Terre et Mars, mais également pour ajuster l'altitude durant l'aérofreinage lorsque MRO plongera dans l'atmosphère martienne ;
- huit petits moteurs de 0,9 newton de poussée sont utilisés pour contrôler l'orientation de la sonde, et assistent dans cette fonction les roues de réaction. Ils servent également à désaturer ces dernières. Ils sont également utilisés pour contrôler le roulis, lorsque les autres moteurs sont utilisés pour modifier la trajectoire.

### Protection thermique
Le maintien de la température des différents composants de MRO dans la plage de températures adéquates est réalisée à l'aide de différents équipements. L'ensemble de l'engin spatial est recouvert d'une isolation multicouche constituée de multiples couches en mylar ou des matériaux similaires. Ce revêtement constitue une protection contre les dégâts que pourraient provoquer l'impact de micrométéorites. Des résistances chauffantes sont fixés sur certains équipements et sont automatiquement mises en marche lorsque la température est trop basse. La consommation cumulée de toutes ces résistances est de 300 Watts. Des radiateurs fixés sur des faces non éclairées par le Soleil permettent d'évacuer la chaleur excédentaire produite par les équipements électroniques.

## Charge utile

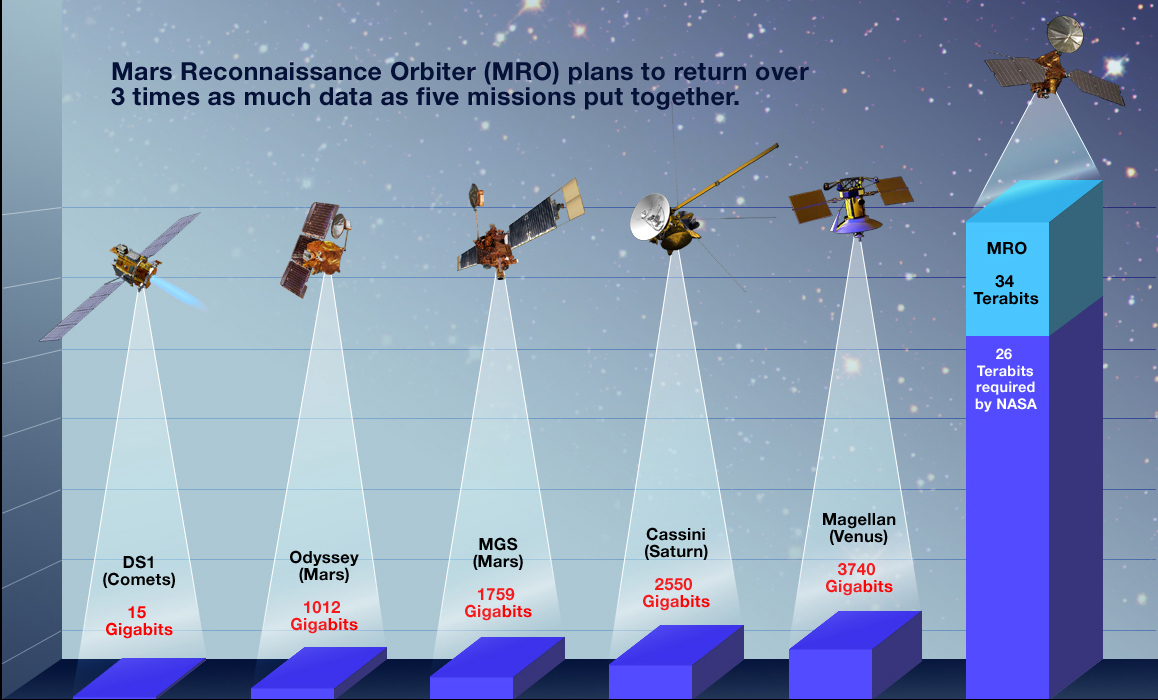
Volume de données attendu de la sonde MRO.

Six instruments scientifiques sont embarqués à bord de MRO représentent une masse totale de 139 kg. Par ailleurs deux expériences exploitent des données récoltées par certains équipements du vaisseau. Enfin trois démonstrateurs technologiques sont également embarqués pour être éventuellement utilisés de manière opérationnelles lors de missions futures. Les instruments sont : 
- des Caméras
  - HiRISE (High Resolution Imaging Science Experiment) est une caméra à très haute résolution fonctionnant en lumière visible qui doit être utilisée notamment pour identifier les différentes structures géologiques de la surface de Mars : canyons, cratères, strates
  - CTX (Context Camera) est une caméra fournissant des images de vastes régions qui fournissent le contexte des images à haute résolution de HiRISE et CRISM.
  - MARCI (Mars Color Imager) est une caméra destinée à suivre les phénomènes météorologiques : nuages, tempêtes de poussière
- Un Spectromètre
  - CRISM (Compact Reconnaissance Imaging Spectrometer for Mars) est un spectromètre fonctionnant en lumière visible et proche infrarouge qui permet d'identifier les minéraux présents à la surface de Mars en particulier ceux formés en présence d'eau liquide.
- Un Radiomètre
  - MCS (Mars Climate Sounder) est un radiomètre qui fournit les variations du profil vertical de l'atmosphère en mesurant la température, la quantité de poussière et les concentrations de vapeur d'eau.
- Un Radar
  - SHARAD (Shallow Radar) est un radar qui permet de détecter la présence de glace dans le sous-sol martien à une profondeur supérieure à 1 mètre.

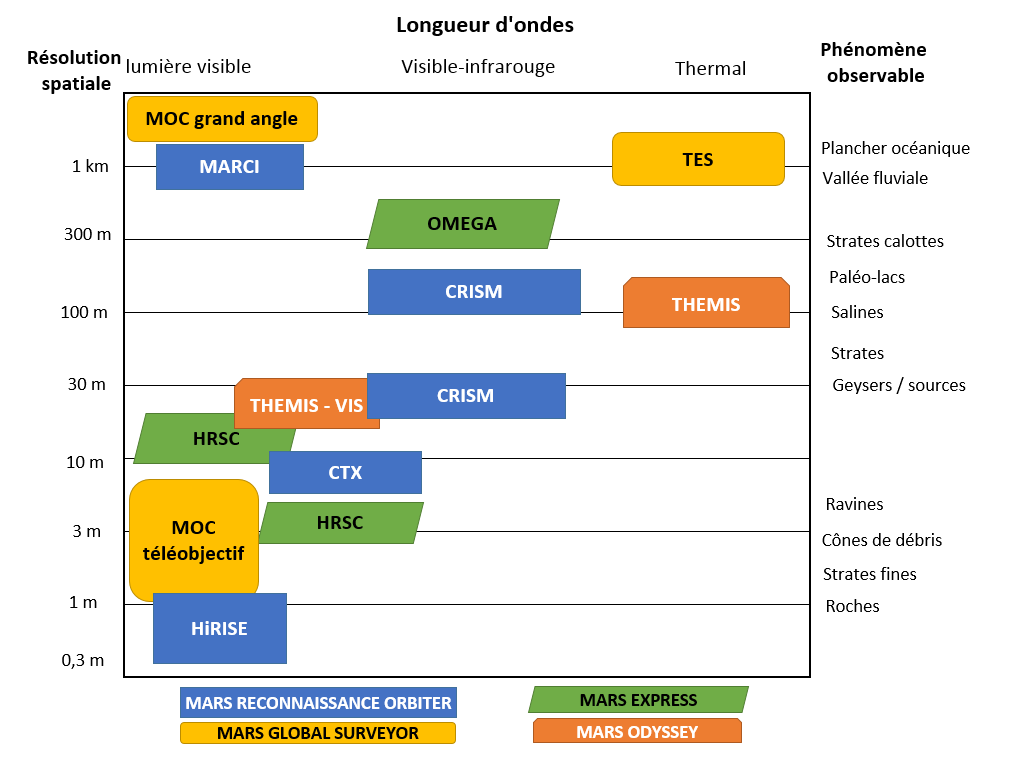
Comparaison des performances des instruments optiques embarqués à bord des orbiteurs martiens MRO, Mars Express, Mars Global Surveyor et 2001 Mars Odyssey.

### Instruments scientifiques

#### HiRISE
La caméra HiRISE (High Resolution Imaging Science Experiment) est constituée d'un télescope de 50 cm de diamètre et d'une longueur focale de 12 m, qui reste en 2023 la plus grosse caméra jamais embarquée sur une sonde spatiale d'exploration du système solaire. Sa résolution spatiale au sol atteint 30 cm depuis une altitude de 300 km. Le détecteur est constitué de 14 capteurs CCD de 2 048 x 128 pixels, dont 10 comportent un filtre rouge et les quatre autres un filtre bleu, vert et proche infrarouge. Elle prend des clichés dans trois bandes de couleurs : en bleu-vert, en rouge et dans l'infrarouge. Pour faciliter la cartographie de sites potentiels d'atterrissage, la caméra HiRISE peut produire des images stéréo. On peut ainsi estimer le relief d'un site avec une précision de 0,25 m. La masse de l'instrument a pu être limitée à 65 kg en utilisant pour sa structure du plastique à renfort fibre de carbone et des miroirs en verre allégé. Chaque image à haute résolution a une taille de 28 mégabits.

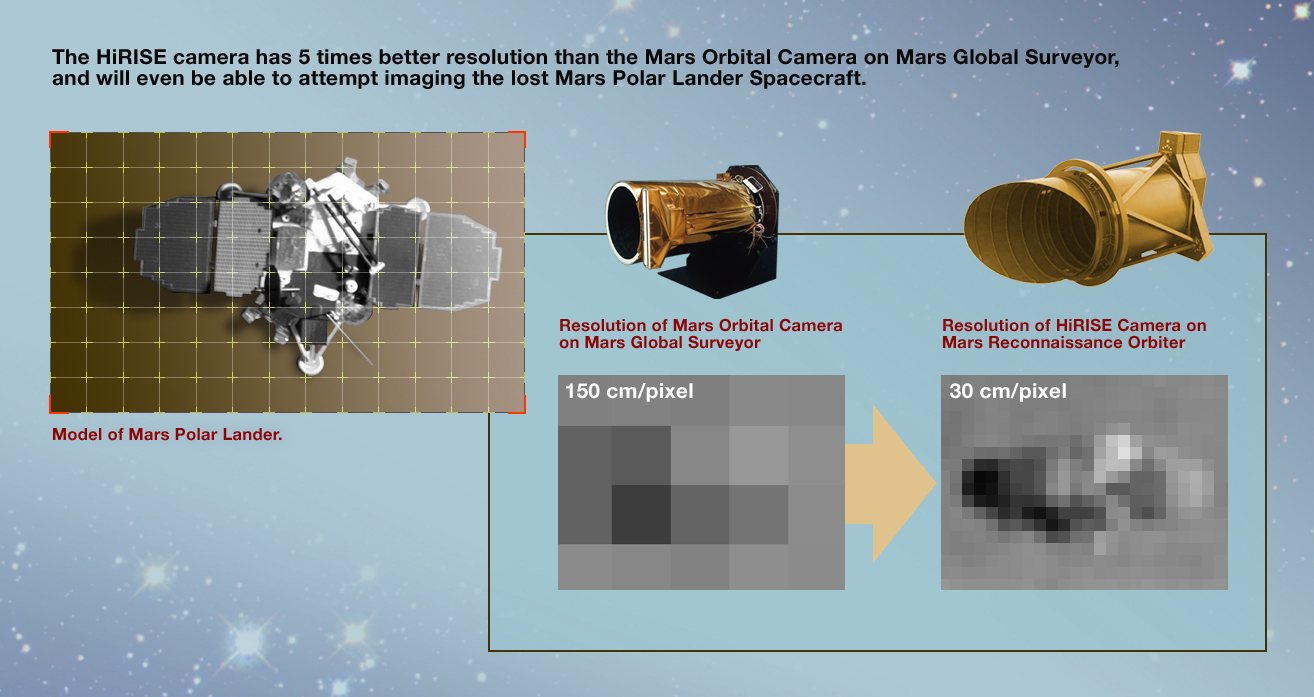
Comparaison de la résolution de la caméra HiRISE de MRO, avec celle de son prédécesseur, MGS.
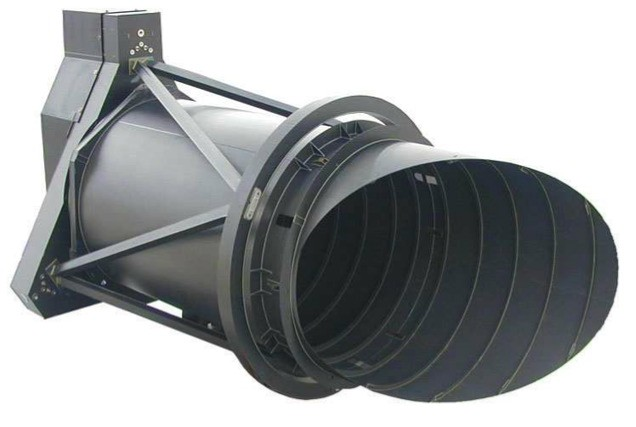
La caméra HiRISE.
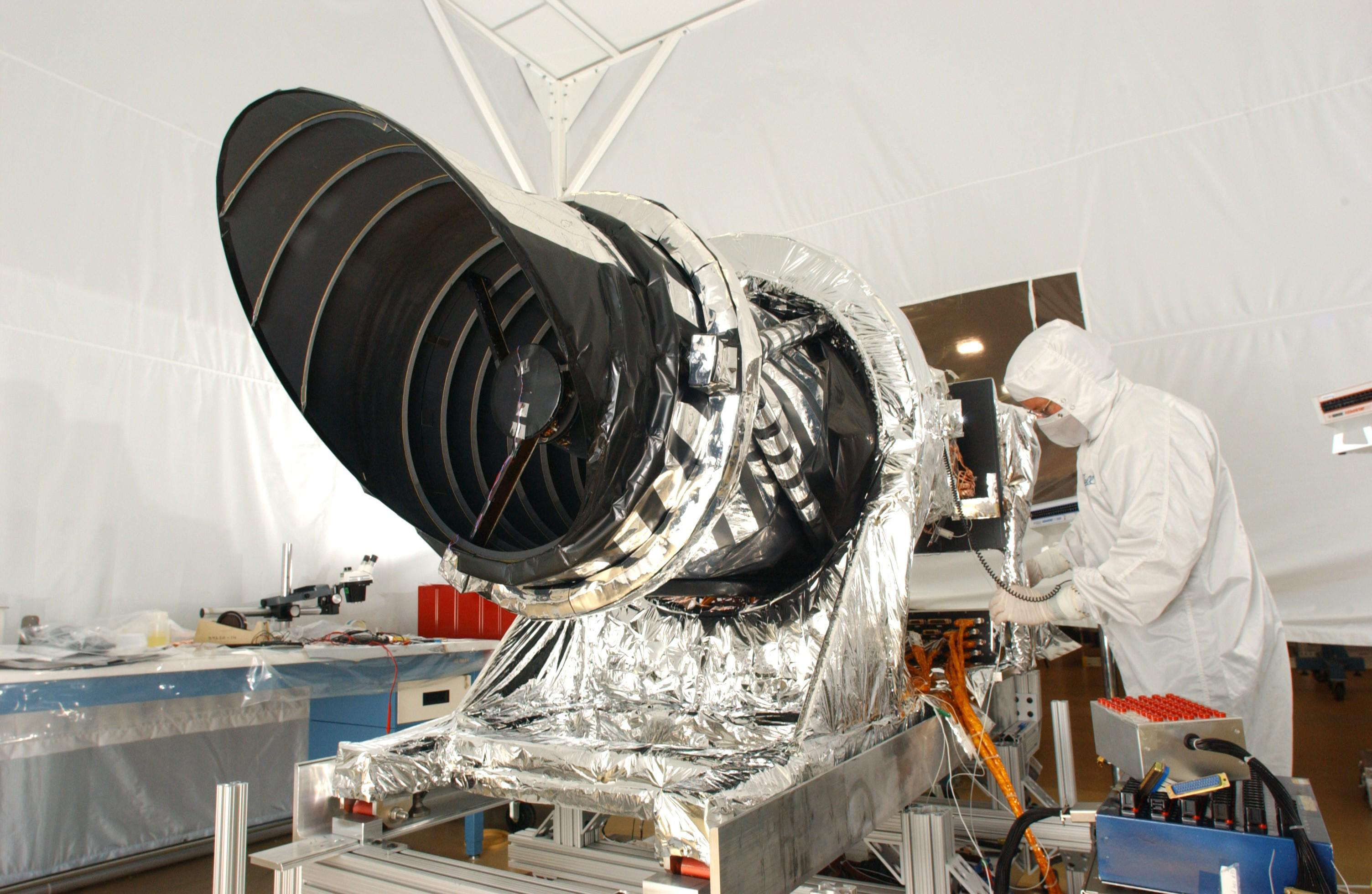
La caméra HiRISE est préparée avant d'être rattachée à la sonde.

#### CTX
CTX ou Context Imager (« caméra de contexte ») fournit des clichés monochromes, pouvant couvrir jusqu'à 40 km de largeur, avec une résolution de 8 mètres par pixel. L'instrument CTX doit fonctionner de manière synchrone avec les deux autres caméras présentes sur la sonde, pour fournir des cartes permettant de replacer les images d'HiRISE et de MARCI dans leur contexte global.

#### MARCI
La caméra MARCI (acronyme de Mars Color Imager) fournit des images dans 5 bandes de couleurs visibles, et dans deux bandes ultraviolettes. MARCI est utilisée pour réaliser une carte globale de Mars afin de caractériser les variations journalières, saisonnières et annuelles du climat martien. MARCI permet de produire des bulletins météo journaliers.

#### CRISM

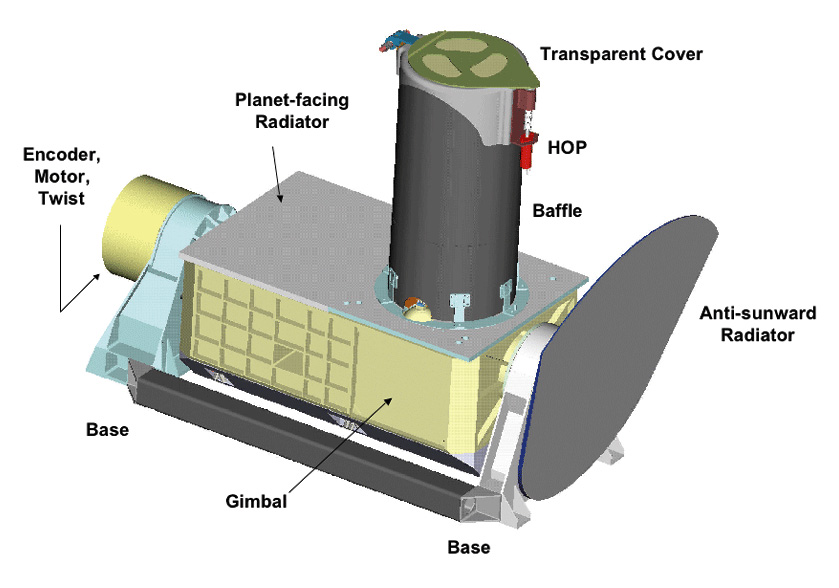
L'instrument CRISM.

Le spectromètre imageur CRISM (acronyme de Compact Reconnaissance Imaging Spectrometers for Mars) observe dans l'infrarouge et la lumière visible. Il opère dans des longueurs d'onde comprises entre 362 et 3 920 nm (images visibles et en proche infrarouge), mesurant leur spectre grâce à 544 canaux de 6,55 nm de largeur chacun. Il remplit trois objectifs : produire une cartes détaillée  de la minéralogie couvrant l'ensemble de la surface martienne en utilisant un sous-ensemble de canaux, cartographier avec une résolution spatiale et spectrale plus importante des régions clés de Mars et mesure les variations spatiales et saisonnières de l'atmosphère. L'instrument a une masse de 32,92 kilogrammes et consomme 47 Watts. Le diamètre de l'optique est de 100 millimètres, le champ de vue est de 2,06° et la longueur focale est de 441 millimètres. La fauchée est 11,1 kilomètres à une altitude de 300 kilomètres. L'optique peut être pointée de +/- 60 degrés dans le sens de déplacement de l'engin spatial. CRISM fonctionne selon trois modes,,, : 
- en maintenant son optique pointée vers le nadir de l'engin spatial, l'instrument recueille des images dans un sous-ensemble des 544 longueurs d'onde avec une résolution spatiale comprise entre 100 et 200 mètres par pixel : 200 mètres pour 55 canaux en mode MSP (Multispectral Survey), 200 mètres pour 154 canaux en mode HSP (Hyperspectral Survey) et 100 mètres en mode MWS (Multispectral Window). C'est le mode utilisé pour la cartographie complète de la planète et identifier les sites présentant un intérêt particulier.
- Pour effectuer des cartographies à haute résolution  plusieurs images de la même zone sont prises permettant d'atteindre la résolution spatiale maximale. Pour y parvenir 11 images hyperspectrales du même site sont prises dans chacune des 544 bandes spectrales en faisant pivoter de ±70° la tête optique. La septième photo est prise au moment où le site site se situe au nadir de l'engin spatial. Quatre types de produits peuvent être générés. Les images de type FRT (Full Resolution Targeted observation) ont une résolution spatiale de 18 mètres. Les images de type HRS (Half Resolution Short) et HRL ( Half Resolution Long) ont une résolution spatiale de 36 mètres, le mode HRL se distinguant par la production d'images deux fois plus longues. Enfin dans le mode ATO ( Along-Track Oversampled) l'image produite est plus étroite mais la résolution spatiale atteint 3 mètres.
- Enfin un troisième mode est utilisé pour l'analyse de l'atmosphère.

#### MCS

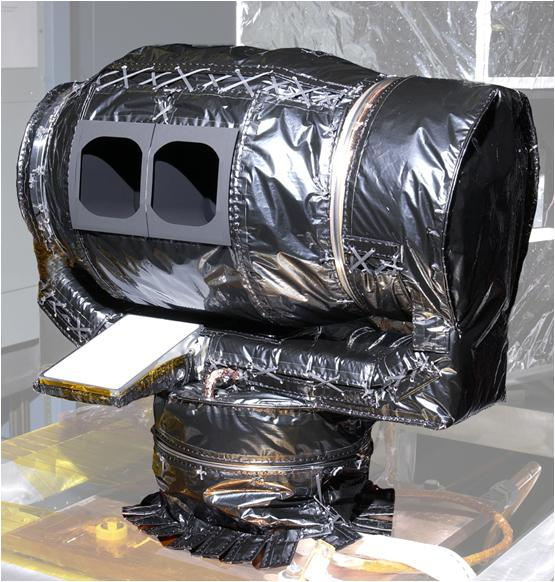
L'instrument MCS.

Le radiomètre MCS (Mars Climate Sounder) analyse l'atmosphère martienne dans 9 bandes de fréquence, dont un canal allant du proche ultraviolet au proche infrarouge (0,3 à 3 µm) et huit canaux dans l'infrarouge moyen (12 à 50 µm). Les différents canaux permettent à l'instrument de mesurer la température, la pression, la vapeur d'eau et les niveaux de poussière sur toute l'épaisseur de l'atmosphère entre le sol et une altitude de 80 km. Il observe le limbe de l'atmosphère. L'instrument est monté sur un double cardan qui lui permet de disposer de deux degrés de liberté. Le MCS permet de distinguer les caractéristiques des couches de l'atmosphère avec une résolution verticale de 5 km. Les mesures effectuées sont assemblées pour réaliser des cartes journalières et globales de la température montrant les variations spatiales et temporelles de l'atmosphère de Mars dans le but d'établir un modèle de circulation global de l'atmosphère martienne. MCS permet de suivre l'évolution des calottes polaires en déterminant les propriétés des glaces et en mesurant la température de leur surface. MCS a une masse de 8 kg et comprend deux télescopes de 4 cm d'ouverture avec une focale de f/1,7. L'instrument a déjà été embarqué sur deux sondes spatiales - Mars Observer puis  Mars Climate Observer (sous l'appellation PMIRR (Pressure Modulator Infrared Radiometer) - mais n'a retourné aucun résultat du fait de la perte de ces deux engins.

#### SHARAD
SHARAD (Shallow Subsurface Radar) est un radar de deuxième génération qui doit sonder le sous-sol de la planète en complétant la couverture du radar MARSIS embarqué à bord de Mars Express. La présence de l'instrument est en grande partie liée à la découverte des ravines par Mars Global Surveyor dont la formation pourrait être liée à la présence de nappes d'eau situées à quelques centaines de mètres de profondeur, soit à la fonte de dépôts riches en glaces d'eau. Or, le radar MARSIS est optimisé pour déterminer la structure de la surface de la planète à quelques kilomètres de profondeur et ne fournit à ce titre pas d'informations utilisables pour les couches superficielles à quelques centaines de mètres du sol. SHARAD émet des ondes à plus haute fréquence que MARSIS (centrée sur 20 MHz avec une largeur de bande de 10 MHz) et est, lui, optimisé pour analyser le premier kilomètre d'épaisseur avec une résolution verticale de 15 mètres et une résolution spatiale de 0,3-1 km le long de la trace au sol du satellite) par 3-6 km. Il permet également d'analyser les dépôts sédimentaires comme ceux trouvés dans les régions des calottes polaires martiennes de  Terra Meridiani, de Candor Chasma ou du cratère Holden, les vallées fluviales, les cratères enfouis et les complexes volcaniques. L'instrument est fourni par l'Agence spatiale italienne avec une participation américaine,,.
| Instrument | Type                      | Caractéristiques | Objectifs scientifiques                                        | Responsable instrument                                            |
| ---------- | ------------------------- | --- | -------------------------------------------------------------- | ----------------------------------------------------------------- |
| CRISM      | Spectromètre imageur      | Largeur fauchée 11 km Résolution spatiale 20 m/pixel 514 bandes spectrales entre 0,4 et 4 microns Résolution spectrale 7 nm          | Composition et morphologie régionales et locales de la surface | Scott Murchie Applied Physics Laboratory Université Johns-Hopkins |
| CTX        | Caméra                    | Largeur fauchée 30 km Image panchromatique (moins le bleu) Résolution spatiale 6 m/pixel                                             | Morphologie et stratigraphie régionale                         | Michael Malin Université de l'Arizona                             |
| HiRISE     | Caméra à haute résolution | Largeur fauchée 6 km rouge) et 1,2 km (bleu, vert) Image couleur Résolution spatiale 0,3 à 1 m/pixel                                 | Processus géologiques et stratigraphiques Morphologie          | Alfred MacEwen Université de l'Arizona                            |
| MARCI      | Caméra grand angle        | Nuages atmosphériques, brouillards, ozone et albédo de la surface 7 bandes spectrales (0,28 à 0,8 micron)                            | Météorologie planétaire Modifications en surface               | Michael Malin Malin Space Science Systems                         |
| MCS        | Sondeur atmosphérique     | Profil température, eau, poussière, CO2 Couverture verticale de 0 à 80 km Résolution verticale 5 km Balance de la radiance aux pôles | Structure de l'atmosphère Processus polaires                   | Daniel JM Cleese Jet Propulsion Laboratory                        |
| SHARAD     | Radar                     | Sondage jusqu'à 1 km de profondeur Résolution verticale 10 à 20 m Résolution spatiale 1 x 5 km                                       | Structure terrain jusqu'à 1 km de profondeur                   | Roberto Seu Agence spatiale italienne                             |

### Autres investigations scientifiques

#### Étude du champ de gravité
Les variations du champ gravitationnel martien peuvent engendrer des variations de vitesse pour la sonde MRO. La vélocité de la sonde sera mesurée en utilisant le décalage Doppler de l'orbiteur, dont le signal est renvoyé vers la Terre.

#### Étude de la structure de l'atmosphère martienne
Des accéléromètres très sensibles sont intégrés à l'orbiteur. Ils permettent de déterminer par déduction la densité atmosphérique. On ne sait pas encore si cette expérience se déroulera uniquement durant la phase de freinage atmosphérique (lorsque MRO est située à une altitude plus basse, dans des zones plus denses de l'atmosphère), ou durant toute la mission.

### Démonstrations technologiques

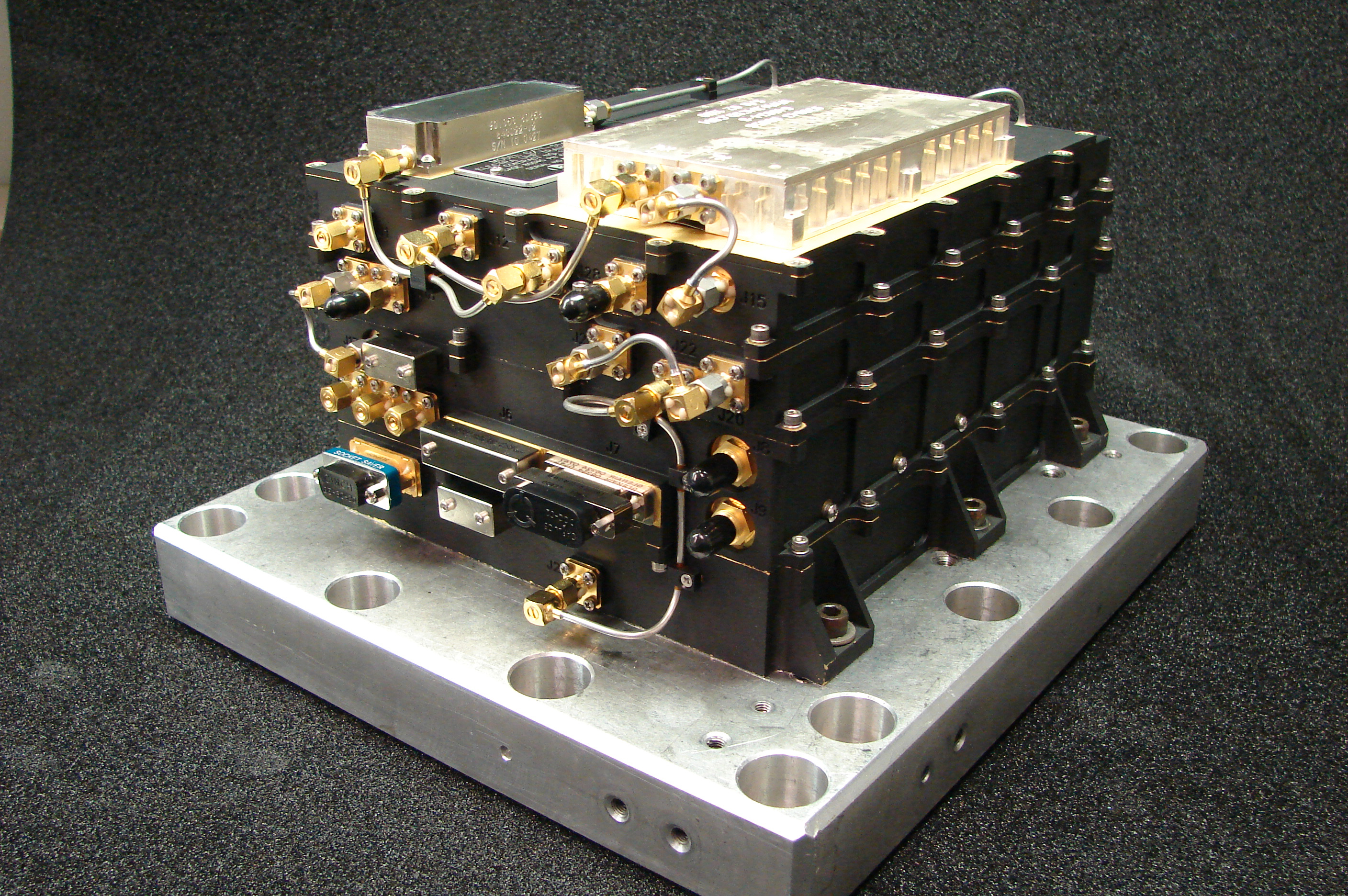
Emetteur radio UHF Electra : version embarquée sur MAVEN.

#### Electra
Electra est un émetteur radio UHF à haute fréquence conçu pour communiquer avec les engins spatiaux fixes ou mobiles situés à la surface de Mars, tels que l'astromobile Curiosity, l'atterrisseur InSight, etc. Grâce à Electra, l'arrivée et la localisation de sondes sur Mars sont plus précises.

#### Caméra de navigation optique
La caméra de navigation optique prendra des clichés des lunes de Mars, Phobos et Déimos avec les étoiles en arrière-plan, afin de déterminer l'orbite de MRO avec plus de précision. Cette expérience n'est pas indispensable au bon fonctionnement de la mission, elle a été incluse pour que les ingénieurs puissent tester de nouvelles techniques de repérage dans l'espace. Les insertions en orbite et les atterrissages des sondes peuvent être plus précis.

#### Utilisation de la bande Ka
Le système de télécommunications standard pour les échanges de données entre les sondes spatiales et la Terre repose sur l'utilisation de la bande X. MRO est la première mission spatiale à transmettre ses données de manière opérationnelle en utilisant la bande Ka. Celle-ci permet de transmettre des données avec un débit nettement supérieur.

## Déroulement de la mission
MRO conduit sa mission scientifique durant une première période de deux années, après s'être placée sur une orbite circulaire grâce à la technique de l'aérofreinage mise au point par la NASA. Il s'agit de ralentir progressivement le vaisseau en abaissant l'orbite du vaisseau à son apogée de manière que celui-ci traverse la haute atmosphère de Mars. La trainée générée est utilisée pour abaisser progressivement l'orbite jusqu'à ce que l'orbite visée soit atteinte. La mission scientifique proprement dite n'a commencé que lorsque tous les tests techniques ont été effectués (en novembre 2006). Après ses deux années de mission, la sonde a continué ses observations scientifiques, tout en jouant le rôle de relais de communication pour les engins spatiaux posés à la surface de Mars. Courant 2023 MRO est toujours opérationnel.

### Lancement et transit vers Mars (août 2005 à mars 2006)

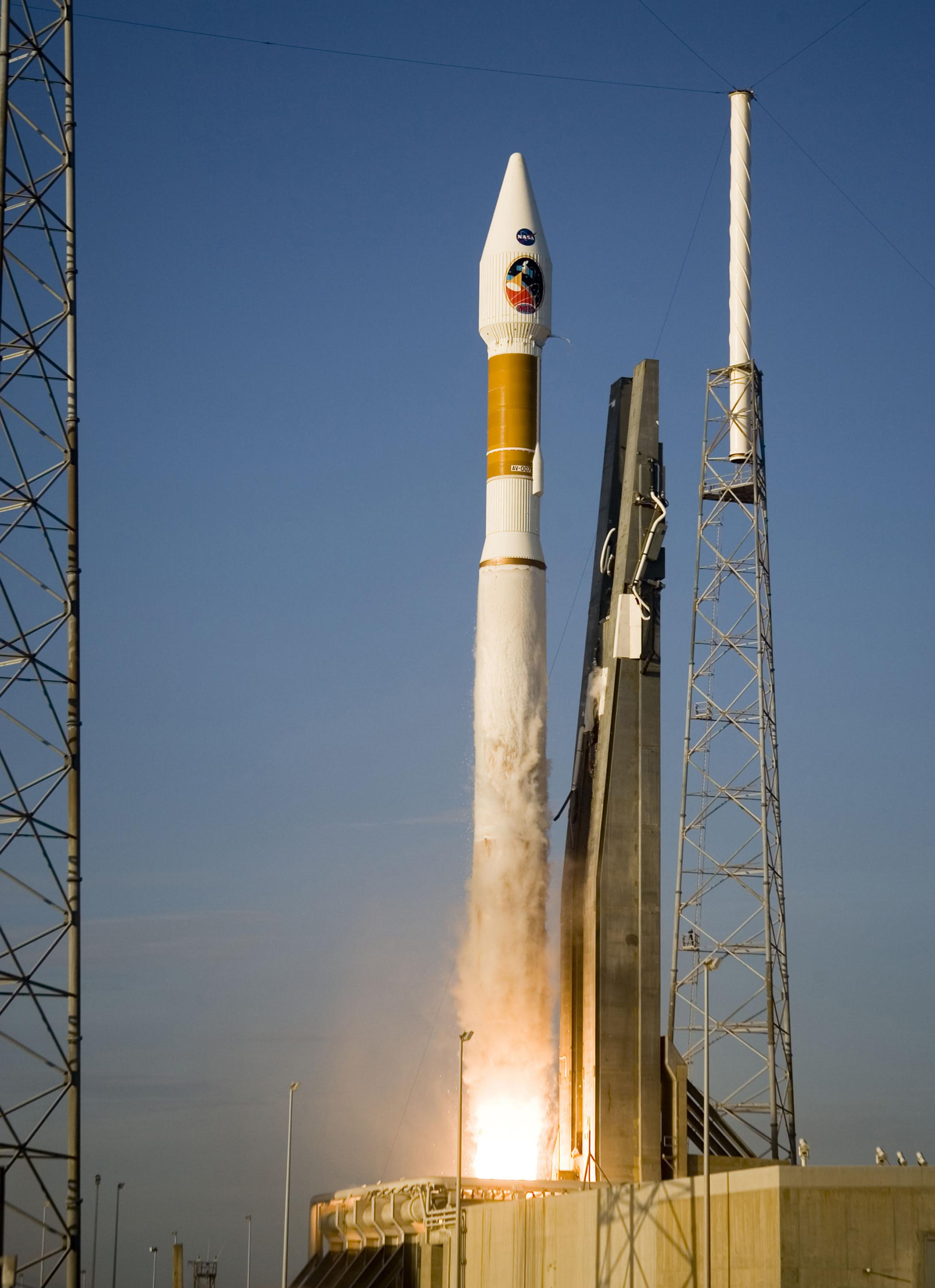
Lancement de la sonde, le 12 août 2005, par une fusée Atlas V (401) dotée d'un étage Centaur-5-SEC.

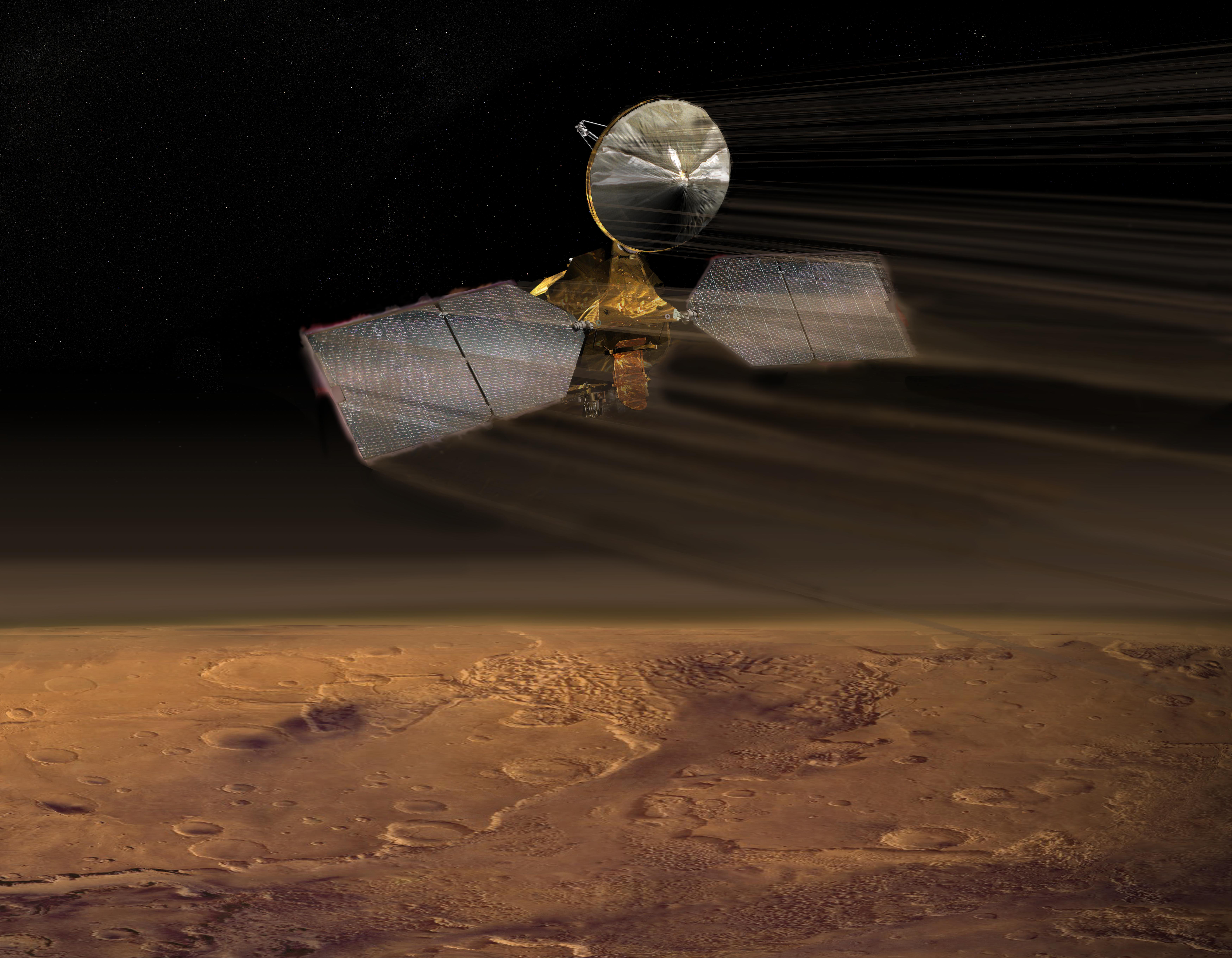
Vue d'artiste : la séquence de freinage atmosphérique de la sonde MRO.

Le lancement de MRO, initialement prévu le 10 août 2005, est repoussé deux jours de suite d'abord à cause d'un problème de gyroscope sur la fusée Atlas V puis du fait d'une anomalie de logiciel. La sonde est finalement lancée avec succès, le vendredi 12 août 2005 depuis la base de lancement de Cape Canaveral par une fusée Atlas V, équipée de l'étage supérieur Centaur. MRO a navigué dans l'espace durant sept mois avant d'atteindre Mars. 
Quatre corrections de trajectoire sont programmées durant le transit entre la Terre et Mars pour permettre à la sonde spatiale d'atteindre sa destination. La sonde spatiale effectue une première correction le 27 aout avec un changement de vitesse effectif de 7,8 m/s. Après avoir utilisé ses petits propulseurs durant 30 secondes pour plaquer les ergols au fond des réservoirs, les propulseurs principaux sont mis à feu durant 15 secondes. Cette manoeuvre a deux objectifs. D'une part elle permet de placer la sonde spatiale sur la trajectoire vers Mars (le lanceur place volontairement la sonde spatiale sur une trajectoire légèrement erronée pour que celle-ci ne s'écrase pas sur Mars s'il s'avère que l'engin spatial ne fonctionne pas correctement). D'autre part elle permet de vérifier le fonctionnement de la propulsion.
Le fonctionnement des caméras de MRO est vérifié le 8 septembre avec des prises de vue de la Lune, distante de 10 millions de kilomètres, ainsi que des étoiles. Le 10 mars 2006, alors qu'il se trouve à 40 millions de kilomètres de Mars, la sonde spatiale effectue une deuxième correction de trajectoire en faisant fonctionner durant 20 secondes ses 6 propulseurs secondaires.    
L'insertion orbitale autour de Mars a lieu le 10 mars 2006. La sonde survole l'hémisphère sud de la planète, à une altitude comprise entre 370 et 400 kilomètres (190 miles). Les six moteurs principaux de la sonde fonctionnent durant 27 minutes, afin de réduire la vitesse de la sonde de 2 900 m/s (6 500 miles par heure) à 1 900 m/s (4 250 miles par heure). Cette insertion orbitale plaçe la sonde sur une orbite polaire très elliptique. Le périapse, c’est-à-dire le point où la sonde se rapproche le plus de la surface, est de 300 kilomètres (180 miles). L'apoapse, le point le plus distant de la surface, est de 45 000 kilomètres (28 000 miles). Une orbite est bouclée en 35 heures. 

### Phase d'aérofreinage (mars à novembre 2006)
Pour parvenir à abaisser son orbite sans utiliser d'ergols, MRO utilise après son insertion en orbite l'aérofreinage : durant 6 mois il va effectuer 550 plongées dans l'atmosphère plus dense de Mars au niveau de son périgée. La force de trainée va réduire sa vitesse et donc abaisser son orbite. Pour cette manoeuvre, la sonde spatiale adopte une configuration qui accroit au maximum la surface faisant face à la direction d'avancement. Ce mode de freinage permet de réduire de près de 50 % la quantité d'ergols emportée au lancement. Le freinage atmosphérique se déroule en trois étapes :
- MRO abaisse progressivement son périapse en utilisant ses moteurs. L'altitude idéale du freinage atmosphérique fut déterminée le moment venu, elle dépendait de la finesse de l'atmosphère (rappelons que la pression atmosphérique varie selon les saisons sur Mars). Cette première étape fut réalisée en cinq orbites, soit une semaine terrestre ;
- MRO reste ensuite à une altitude suffisamment basse pour utiliser le freinage atmosphérique durant cinq mois et demi, soit moins de 500 orbites. Les ingénieurs de la NASA utilisèrent les moteurs de la sonde pour effectuer des corrections occasionnelles du périapse, afin que la sonde ne se désintègre pas dans l'atmosphère ténue. Grâce à ce freinage, l'apoapse devrait être réduite à 450 kilomètres (280 miles) ;
- pour terminer la séquence de freinage atmosphérique, la sonde MRO utilise ses propulseurs pour que son périgée soit situé hors de l'atmosphère martienne. Cette opération est réalisée le 11 septembre 2006[41].

Après cette phase de freinage, les ingénieurs effectuent des ajustements supplémentaires de l'orbite, durant une ou deux semaines, grâce aux moteurs. Ces corrections s'effectuent avant une conjonction solaire qui a eu lieu entre le 7 octobre et le 8 novembre 2006. En effet, à cette période, Mars est passée derrière le Soleil pour les observateurs terrestres. Après cette phase de freinage atmosphérique, les opérations scientifiques ont commencé. L'orbite de travail oscille entre 255 kilomètres (au-dessus du pôle Sud) et 320 kilomètres (au-dessus du pôle Nord de Mars).

### Phase d'étude scientifique

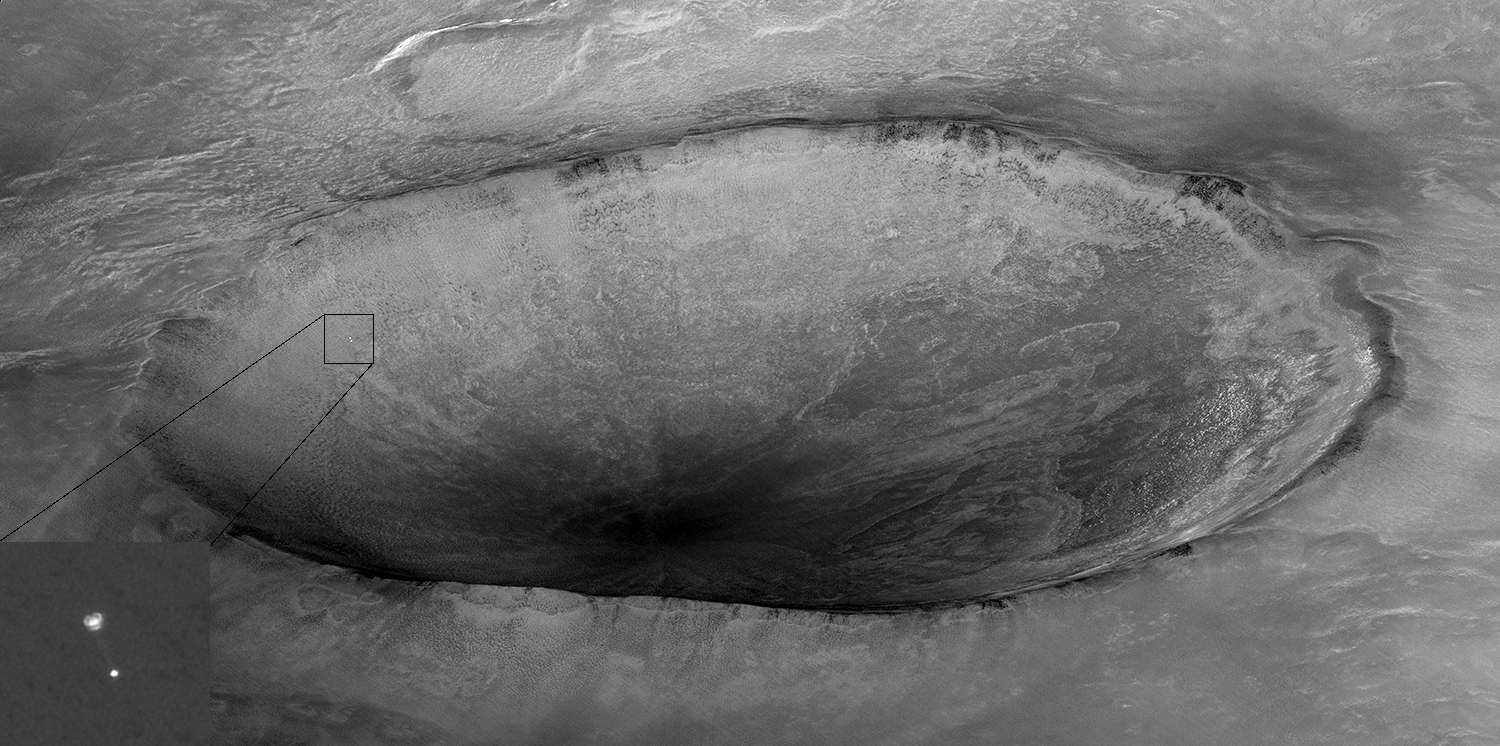
Phoenix photographiée durant sa descente vers le sol martien.

#### Mission primaire (novembre 2005 à novembre 2008)
Les opérations scientifiques se déroulent durant une période nominale de deux ans. Après cela, la mission étendue a débuté. La sonde Mars Reconnaissance Orbiter a collecté des données pour préparer les missions suivantes de la NASA notamment l'atterrisseur Phoenix, lancé en 2007 et le rover de Mars Science Laboratory, lancé en 2011. Les caméras de MRO ont permis de choisir les sites d'atterrissage les plus propices pour ces robots, en permettant de trouver le meilleur compromis entre risques et résultats scientifiques. Les capacités particulièrement importantes de la sonde MRO en tant que relais de transmissions des données entre Mars et la Terre jouent un rôle essentiel pour les missions présentes au sol. MRO a également pu fournir des données importantes durant les phases d'atterrissage des rovers MER et MSL.
Le 25 mai 2008, la caméra HiRISE parvient à photographier la sonde spatiale Phoenix alors qu'elle descend accrochée sous son parachute vers le site d'atterrissage situé dans la région de Vastitas Borealis.

#### Extensions de mission (novembre 2008 -)
La sonde spatiale achève sa mission primaire en décembre 2008. La mission de MRO est reconduite pour deux ans avec comme objectif l'étude des changements à la surface de Mars (dunes, cavités à la surface des calottes polaires...). Le 6 août 2009, MRO entre en mode survie pour la troisième fois en 2009 et pour la septième fois depuis son lancement. Elle passe à nouveau en mode survie le 26 août et les ingénieurs décident d'interrompre toutes les opérations pour déterminer l'origine de ces incidents à répétition. La sonde spatiale ne redevient opérationnelle que le 8 décembre après qu'un nouvelle version du logiciel embarqué a été téléchargée. En avril 2010, l'orbiteur dispose encore de 290 kg d'ergols dont 120 kg sont réservés à des manœuvres destinées à accompagner la mission Mars Science Laboratory. MRO consomme environ 10 kg par an ce qui permet d'envisager le prolongement de sa mission au-delà de 2020. Durant l'été 2011, un des 14 CCD de la caméra HiRISE tombe en panne ce qui réduit la largeur de la fauchée de 6 km à 5,4 km. Trois ans après avoir photographié Phoenix, MRO renouvelle son exploit le 6 août 2012 pour l'atterrissage de Mars Science Laboratory.

### Mesures prises pour prolonger la mission jusqu'à la décennie 2020
La NASA a besoin de disposer durant la décennie 2020 de plusieurs orbiteurs martiens, pour pouvoir relayer les données collectées par ses rovers qui travaillent à la surface (Mars 2020, Curiosity...). Or les engins disponibles, notamment MRO, sont vieillissants. L'agence spatiale américaine a décidé, au début de l'année 2018 de prendre des mesures pour prolonger au maximum la vie de MRO, notamment pour garantir la retransmission des données de Mars 2020. Le contrôle d'attitude de MRO repose en mode de fonctionnement normal sur une centrale à inertie, dont elle emporte deux exemplaires. Le premier exemplaire, arrivé en fin de vie après 58 000 heures d'utilisation, a été remplacé il y a plusieurs années par l'unité de secours, qui compte début 2018 52 000 heures d'utilisation. Pour préserver cette dernière, arrivée presque au bout de son potentiel théorique et qui reste indispensable pour les corrections orbitales, le mode survie ou des manœuvres exceptionnelles liées par exemple à l'arrivée d'un nouvel engin spatial, la NASA a décidé d'utiliser en fonctionnement normal le viseur d'étoiles à la place de la centrale à inertie. Cet équipement utilise une caméra pour identifier les étoiles dans son champ de vue et déterminer l'orientation de l'engin spatial.
Les deux batteries constituent un autre élément critique de MRO, également menacées de panne. Celles-ci sont sollicitées à chaque fois que la planète Mars s'interpose entre le Soleil et MRO, soit environ 40 minutes durant chaque orbite de deux heures. Pour prolonger leur durée de vie, il a été décidé d'augmenter leur charge, de mettre en marche les résistances chauffantes — chargées de maintenir la température de l'engin spatial dans des plages correctes lorsqu'il passe dans l'ombre de Mars — avant cette phase, pour réduire l'utilisation de la batterie durant l'éclipse et enfin de modifier l'orbite de MRO pour réduire la durée du passage sur le côté nuit de la planète. Ce changement de l'orbite, consistant à reculer l'heure de passage au-dessus de l'équateur, a un impact sur les observations : réduction de la durée des périodes de l'année où les pôles peuvent être observés, réalisation et interprétation plus difficile des observations d'un même site pour détecter les changements.

### Arrêt de l'instrument CRISM
Le 3 avril 2023, l'instrument CRISM, qui fonctionnait depuis 2017 en mode dégradé à la suite de l'arrêt successif des trois cryoréfrigérateurs, est mis hors service. Cet instrument avait joué un rôle crucial dans les résultats de la mission en détectant et cartographiant les argiles et les sulfates présents à la surface de la planète révélateur d'un climat passé beaucoup plus clément. 

## Résultats

### Caméra à haute résolution HiRISE
La caméra à haute résolution HiRISE a produit depuis le début de la mission (situation à 2022) plus de 70 000 images, de 1 000 mégapixels chacune, avec une résolution spatiale descendant jusqu'à 25–35 centimètres par pixel. Compte tenu de cette résolution particulièrement élevée, les zones photographiées ne couvrent que 2 à 3 % de la surface de Mars. Le choix des régions imagées résultent d'une sélection murement réfléchie : zones explorées ou susceptibles d'être explorées par les astromobiles martiens, régions présentant un intérêt scientifique important. Les résultats scientifiques obtenus grâce à HiRISE peuvent être évalués par le nombre d'articles scientifiques ayant fait l'objet d'une revue par des pairs exploitant les fournies par HiRISE : plus de 1 500 articles étaient recensés en 2022,.

#### Résultats les plus importants
Les résultats suivants figurent parmi les plus importants.
Avant la mission MRO, les seuls processus à la surface de Mars recensés de manière documentée étaient les tempêtes de poussière à grande échelle et la fonte/reconstitution saisonnière des calottes polaires. Les images prises par HiRISE ont permis d'identifier plusieurs phénomènes dynamiques répartis sur toutes les latitudes et ayant lieu à  toutes les saisons. Parmi les processus qui ont pu être photographiés par HiRISE figurent la formation de cratères d'impact, le transport de la poussière et du sable par le vent, différents types de glissement de terrain, des changements affectant les glaces polaires et d'autres effets touchant les dépôts saisonniers de dioxyde de carbone. De manière non prévue, les changements de la surface de Mars induits par ces processus se sont révélés particulièrement importants. Ils démontrent que le climat actuel est capable de remodeler la surface de la planète.
Les relevés spectroscopiques effectués depuis l'orbite ainsi que les investigations menées par les astromobiles à la surface de Mars ont profondément modifié notre compréhension de la composition de la surface et de l'histoire de Mars. Mars comporte une croute basaltique recouvertes de matériaux anciens portant la trace minéralogique  d'interactions avec l'eau à l'état liquide. Les données de HiRISE ont joué un rôle essentiel dans l'interprétation géographique et stratigraphique des données minéralogiques qui ont elles-mêmes permis l'identification des formations géologiques associées notamment aux anciennes vallées fluviales (confirmées par les investigations menées in situ par les astromobiles).
Durant les décennies précédentes, plusieurs événements photographiés ont été interprétés à tort comme étant le résultat du surgissement d'eau liquide à la surface de Mars. Ces événements sont beaucoup mieux expliqués par des processus secs. Toutefois des observations ont permis d'identifier des événements géologiquement récents (Amazonien) impliquant la présence de l'eau liquide qui ont été par ailleurs confirmés par l'observation de cratères modifiés par des cours d'eau à l'origine de deltas et des cônes alluviaux. Les images prises par HiRISE des cratères d'impact récents et d'escarpements mettant à découvert la glace souterraine ont permis d'identifier la limite supérieure des couches de glace d'eau enfouies sous la surface et fourni des informations sur sa structure verticale. 
Le processus de condensation et de sublimation de la glace de dioxyde de carbone présente au niveau des calottes polaires est à l'origine de différentes formations qui s'étendent pôles aux latitudes moyennes. HiRISE, en prenant à plusieurs reprises des photos de ces formations, a permis de détecter les changements les affectant. Ainsi à chaque printemps des avalanches de blocs de glace dégringolent de la calotte polaire nord. Les images d'HiRISE ont permis par ailleurs de cartographier la stratigraphie des calottes polaires permettant d'identifier l'évolution historique de celles-ci y compris les phases durant lesquelles elles avaient complètement disparu. Les images des cratères polaires ont permis de mesurer le rythme contemporain d'accumulation de la glace.     
De nombreuses formations géologiques ont été photographiées par HiRISE dont les cratères d'impact, les formations volcaniques et tectoniques, les canaux, les pics centraux des cratères et les tubes lavaires, le volcanisme sédimentaire, les digues et fractures cimentées par l'eau, les reliefs glaciaires et périglaciaires, les monticules fracturés, les glissements de terrain, les terrains polygonaux, les canaux inversés, les couches de substrat rocheux et de dépôts sédimentaires...

### Spectromètre CRISM
Les objectifs fixés à l'instrument CRISM ont été définis à partir des résultats fournis par les prédécesseurs : le spectromètre visible/infrarouge OMEGA de la mission Mars Express (Lancée en 2003), les données fournies par les astromobiles MER (2003) et le spectromètre infrarouge thermique THEMIS de l'orbiteur Mars Odyssey (2004). Les résultats devaient répondre à trois questions :
- Ou et quand Mars a-t-elle connu des environnements continuellement humides ?
- Quelle est la composition de la croute de Mars ?
- Quelles sont les caractéristiques du climat actuel de Mars ?

#### Détermination des périodes d'humidité et des sites ayant été humides
Le spectromètre OMEGA de Mars Express et les astromobiles MER ont démontré la présence de minéraux formés en milieu aqueux. OMEGA a mis en évidence deux types de dépôts aqueux. Le premier contenant des sulfates comme du gypse et de la kiesérite a été identifié dans des strates datant de l'Hespérien (entre 3 et 3,7 milliards d'années). Le deuxième contenant différents types de phyllosilicates remonte au Noachien (il y a plus de 3,7 milliards d'années). Ces découvertes suggèrent une première période riche en eau durant laquelle les phyllosilicates suivie d'une période plus séche durant laquelle l'environnement était plus salin et plus acide.
CRISM a découvert dans de nombreuses régions éparpillées à la surface de Mars des terrains formés de strates d'argile riches en aluminium recouvrant des argiles riches en fer et en magnésium. Ces strates argileuses recouvrent la région de Mawrth Vallis sur des centaines de milliers de km². Ce type de terrain existe également dans le bassin Isidis, dans les plaines du Noachien entourant Valles Marineris et dans les plaines du Noachien de plateau de Tharsis. La distribution de ces argiles stratifiés suggèrent un processus global. La formation des strates d'argiles de la fin du Noachien a eu lieu à la même époque que la formation des vallées sous l'action de l'eau. La composition de ces strates est similaire a celle résultant d'un processus de formation du sol avec une couche supérieure altérée et lessivée de son fer et de son magnésium solubles laissant un résidu insoluble riche en aluminium et une couche inférieure ayant conservée son fer et son magnésium. Certains chercheurs ont suggéré que ce sol stratifié était effectivement le résultat d'un processus de formation de sol et résultait notamment de précipitations.
La caméra MOC de l'orbiteur Mars Global Surveyor a découvert au tournant du XXIe siècle que de nombreux cratères situés sur les hauts plateaux de Mars est recouvert de couches sédimentaires horizontales qui pourraient s'être formés dans des lacs. Lorsqu'un réseau de vallée débouche sur un cratère, celui-ci contient des dépôts de forme conique. Mais les images de MOC ne permettait pas de déterminer si ces cones résultait de la déposition de sédiments sur le sol d'un cratère sec ou dans un lac contenu par le cratère. L'analyse par CRISM des cones sédimentaires a permis de découvrir que les couches inférieures étaient riches en argile et parfois en opales. Sur Terre ce type de formation résulte du déversement d'une rivière dans une étendue d'eau calme et profonde d'un lac. Ces observations semblent confirmer que de nombreux cones se sont formés dans des lacs situés dans des cratères où a pu exister un environnement favorable à l'apparition de la vie et où celle-ci a pu être préservée. 
La recherche de dépôts formés par des sources chaudes était une des priorités de CRISM car ce type de terrain indique la présence d'une activité géothermique et la présence d'eau, deux des besoins fondamentaux pour l'apparition de la vie. Les dépôts de silice constituent sur Terre une des indications de la présence de sources d'eau chaude. L'astromobile martien Spirit a découvert un tel dépôt sur le site "Home Plate" qui est considéré comme ayant été formé par une source d'eau chaude. CRISM a découvert de nombreux dépôts riches en silice dans de nombreux emplacements. Certains sont situés près des pics centraux des cratères d'impact qui ont été le siège d'un échauffement au moment de l'impact de la météorite. Du silice a été identifié sur les flancs du volcan situé dans la caldéra  du volcan-bouclier de Syrtis Major. Dans les parties occidentales de Valles Marineris, près de la partie centrale de la province volcanique de Tharsis, des dépôts de sulfate et d'argile suggèrent la présence de sources chaudes. 
Une des hypothèses concernant l'histoire primitive de Mars est que l'atmosphère était à l'époque épaisse et constituée principalement de dioxyde de carbone. Celle-ci aurait réchauffé la surface de Mars par effet de serre permettant à l'eau de couler sous forme liquide en grande quantité à la surface de la planète. Le volume de dioxyde de carbone piégé dans les calottes polaires est trop peu important pour représenter cette ancienne atmosphère. Si cette atmosphère épaisse a existé elle a été soit éjectée dans l'espace par le vent solaire ou les impacts des météorites soit elle a été piégée dans la croute de Mars sous forme de carbonate. Depuis deux décennies, les scientifiques ont tenté de détecter en vain le carbonate dans le sol martien. Un des objectifs de CRISM était d'identifier des gisements de carbonate. L'instrument a pu effectivement détecté des roches carbonates mais la faible épaisseur des strates exclut l'hypothèse selon laquelle l'atmosphère ancienne a été piégée dans la croute. Il est probable que si cette atmosphère épaisse a existé elle a été éjectée dans l'espace.

#### Composition de la croûte de Mars
Les instruments des missions qui ont précédé MRO ont permis d'identifier plusieurs zones à la surface de la planète, dont Valles Marineris et Terra Arabia, recouvertes de couches sédimentaires horizontales. CRISM, qui dispose d'une résolution spatiale supérieure, était chargé d'identifier de nouveaux dépôts de roches sédimentaires, y compris enfouies sous les roches volcaniques. Il en a découvert des zones très étendues et composées de types de roche beaucoup plus diverses que ce qui était envisagé. Par exemple, les zones de roches riches en sulfates qui avaient été explorées par l'astromobile Opportunity dans l'ouest d'Arabia s'étendent en fait sur plusieurs centaines de kilomètres dans la partie est d'Ariabia. Les vestiges de roches riches en argile autour de Mawrth Vallis couvrent près d'un million de kilomètres carrés. De manière plus surprenante, des formations de roches sédimentaires sont présentes autour de Valles Marineris, sont épaisses de plusieurs dizaines de mètres et comportent des couches d'opales, et sont parcourus par des lits de cours d'eau asséchés. Néanmoins, les images de roches exposées sur un kilomètre de profondeur ou plus montrent peu de couches sédimentaires enfouies sous des laves volcaniques. Apparemment, la plupart des roches sédimentaires préservées sont proches de la surface. 
La circulation d'eau chaude dans la croute de Mars, un processus baptisé activité hydrothermale, pourrait avoir des implications concernant l'évolution thermique et l'habitabilité passée de la planète. CRISM, qui bénéficie d'une résolution spatiale fortement accrue par rapport aux instruments qui l'ont précédé, a découvert des formations rocheuses démontrant la présence d'une activité hydrothermale dans de nombreuses régions de Mars. Des minéraux comme la prehnite qui ne se forme qu'à des températures et des pressions élevées ont été découverts en particulier près du bassin d'impact d'Argyre. De la serpentine, qui se forme par altération de l'olivine par de l'eau chaude, a été découverte à de nombreux endroits. La serpentine est particulièrement importante car elle se forme en produisant de l'hydrogène qui constituer une source d'énergie pour des microbes primitifs.
Parmi les questions soulevées par Mars figure l'évolution dans le temps de la composition des roches volcaniques de Mars. Les données recueillies avant la mission MRO ont permis de montrer que les roches basaltiques contiennent une quantité de calcium décroissante avec le temps, que les roches les plus anciennes contiennent une quantité plus importante d'olivine et que les roches ignées qui sont riches en quartz et feldspath sont rares.  CRISM présente l'avantage, par rapport aux instruments mis en œuvre précédemment, de disposer d'une résolution spatiale élevée. Cette capacité a été utilisée pour étudier les roches volcaniques les plus anciennes qui sont exposées à l'air libre au niveau du pic central de certains cratères d'impact. Contrairement à la plupart des matériaux volcaniques proches de la surface, certains pics centraux présentent des strates adjacentes de composition très différentes entre les roches ignées. Certaines sont constituées d'olivine pur et d'autres de pur pyroxène. Ces compositions très contrastées pourraient s'expliquer par le mode de formation des cristaux en profondeur au sein d'énormes masses de magma.   

#### Caractéristiques du climat actuel de Mars
Du fait de la faible densité de l'atmosphère de Mars, la météorologie martienne n'est pas déterminée par le réchauffement des gaz qu'elle contient mais par la quantité d'aérosols (poussière, particules de glace) en suspension. Selon les observations effectuées notamment par les instruments des orbiteurs Viking on estimait que les aérosols interceptaient au minimum 25 à 30 % du rayonnement solaire ce qui contribuait à rechauffer l'atmosphère en proportion. Les mesures effectuées par CRISM ont démontré que la poussière présente dans l'atmosphère était plus brillante que prévu (donc plus réfléchissante) et qu'elle absorbait 25 % de rayonnement lumineux en moins que ce qui était prévu. 
Durant l'hiver le gaz le plus abondant dans l'atmosphère de Mars, le dioxyde de carbone, est précipité sur le sol sous forme de neige entrainant une réduction de 25% de la pression atmosphérique. Avant la mission MRO on disposait de peu d'informations sur l'impact de ce phénomène sur les autres gaz composant l'atmosphère. CRISM a effectué des mesures plus précises sur la concentration de monooxyde de carbone et découvert que celle-ci étaient en moyenne de 700 parties par million (ppm) conformément aux mesures effectuées précédemment mais qu'elle s'élevait à 1 100 ppm durant l'hiver près des limites de la colotte polaire et chutait à 300 ppm durant l'été. De manière inattendue, les concentrations les plus élevées s'observent toujours à grande distance des calottes polaires.
Des taches et des trainées blanches et noires apparaissent dans certaines zones de la calotte polaire sud durant le printemps lorsque le dioxyde de carbone se sublime. L'instrument CRISM a permis de comprendre, grâce à sa capacité à distinguer même de petites taches de glace d'eau et de dioxyde de carbone, le processus à l'origine de ce phénomène. Dans les régions concernées, la glace de dioxyde de carbone forme des plaques peu épaisses et translucides à travers lequel le sol sombre est visible. En journée, sous l'action du Soleil, le dioxyde de carbone se sublime emportant avec lui des particules du sol sous-jacent. Ces jeysers créent en retombant des flèches claires (dioxyde de carbone) et sombres (particules du sol) qui prennent leur source au niveau du point d'émergence du jet de glace.

### SHARAD
Le radar Sharad a permis d'effectuer des sondages de la structure interne de Mars jusqu'à trois kilomètres de profondeur sur plus de 55 % de la surface de Mars (situation fin 2022) avec une couverture quasi complète des régions polaires ainsi que de nombreuses régions situées aux latitudes moyennes. Les données recueillies ont permis de mieux comprendre les structures souterraines et les propréités des calottes glaciaires ainsi que des dépôts sédimentaires et d'origine volcanique. Ces données ont également abouti à de nouvelles découvertes concernant les structures plus profondes et le comportement de l'ionosphère.
Les calottes polaires se sont révélées être des structures riches et particulièrement complexes comportant plusieurs douzaines de strates s'étendant jusqu'à 3 kilomètres de profondeur. Les données recueillissent fournissent des informations sur l'histoire du climat de la planète de la fin période amazonienne. L'analyse par Sharad de cônes de débris en forme de lobe et d'autres structures à l'apparence glaciaire situés aux latitudes moyennes confirment qu'il s'agit de glaciers (glace d'eau) recouverts de débris. D'autres terrains situés aux latitudes moyenne s'avèrent contenir également de la glace d'eau à des concentrations plus faibles. SHARAD a été également utilisé pour déterminer la structure interne et les propriétés des coulées de lave, des dépôts de cendre et des terrains sédimentaires. Les signaux de l'instrument sont déformés par leur passage dans l'ionosphère martienne, ce qui donne des informations sur l'évolution spatiale et temporelle des concentrations d'électrons elles-mêmes liées au champ magnétique rémanent de la planète. 

## Galerie

Écoulements
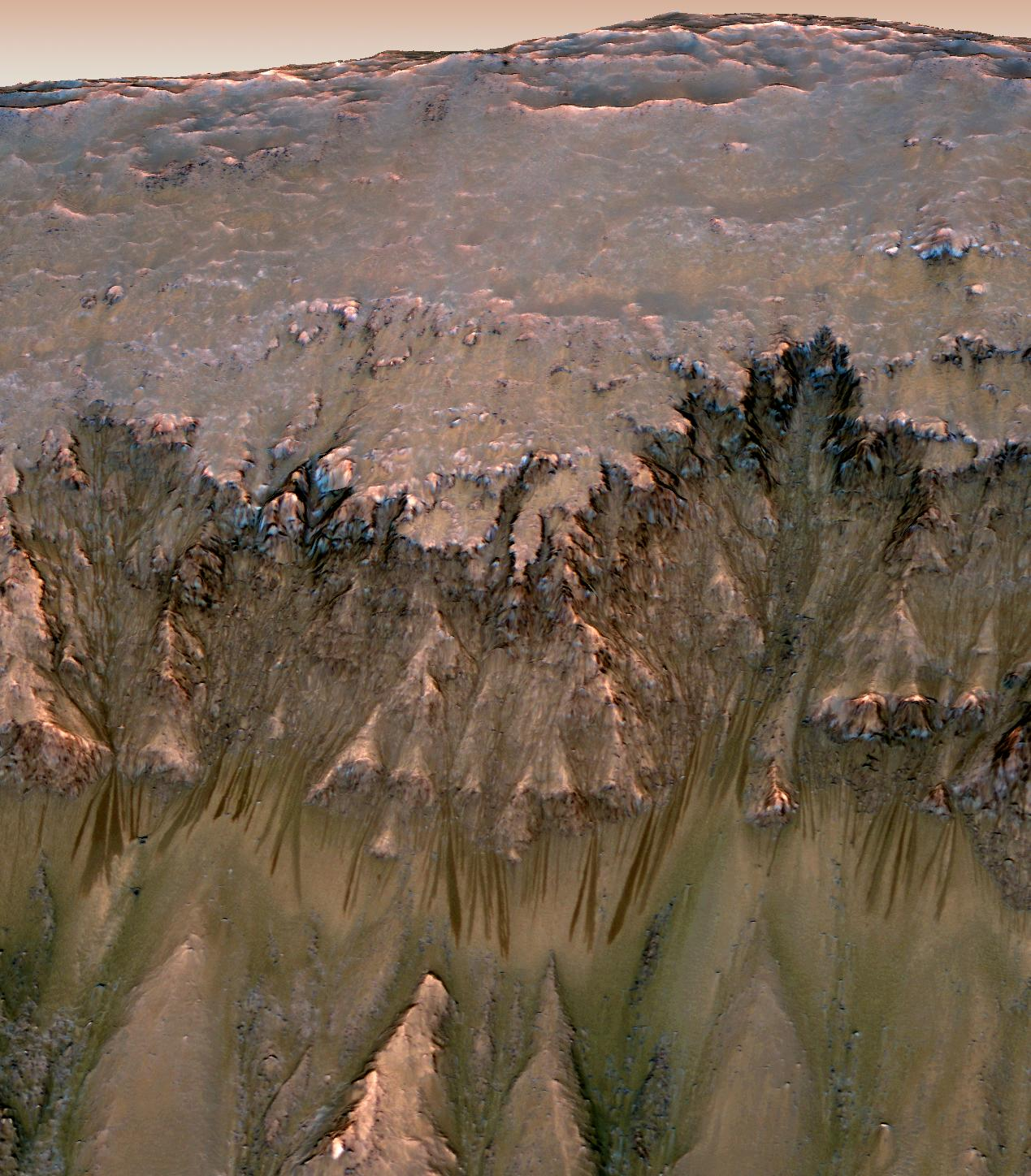
Traces d'écoulements observées par l'instrument HiRISE.
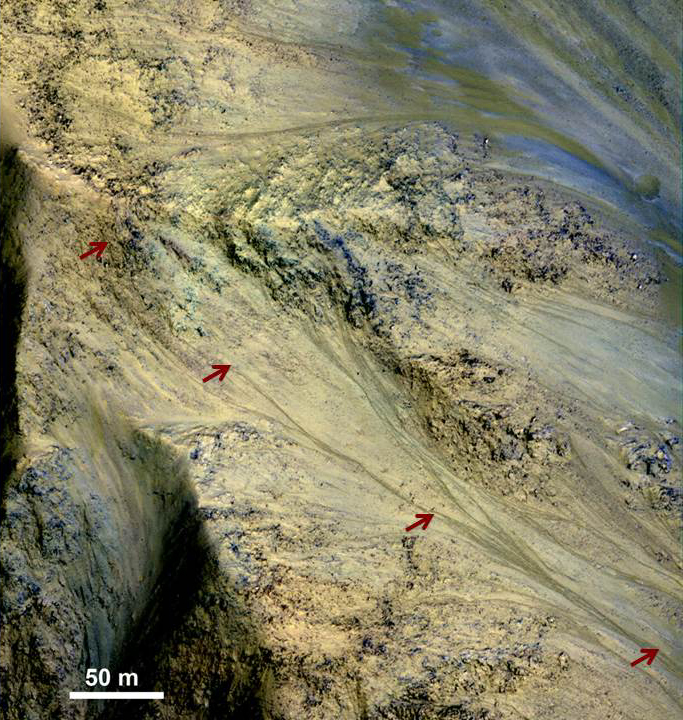
Traces linéaires sur la pente martienne.

Traînées noires
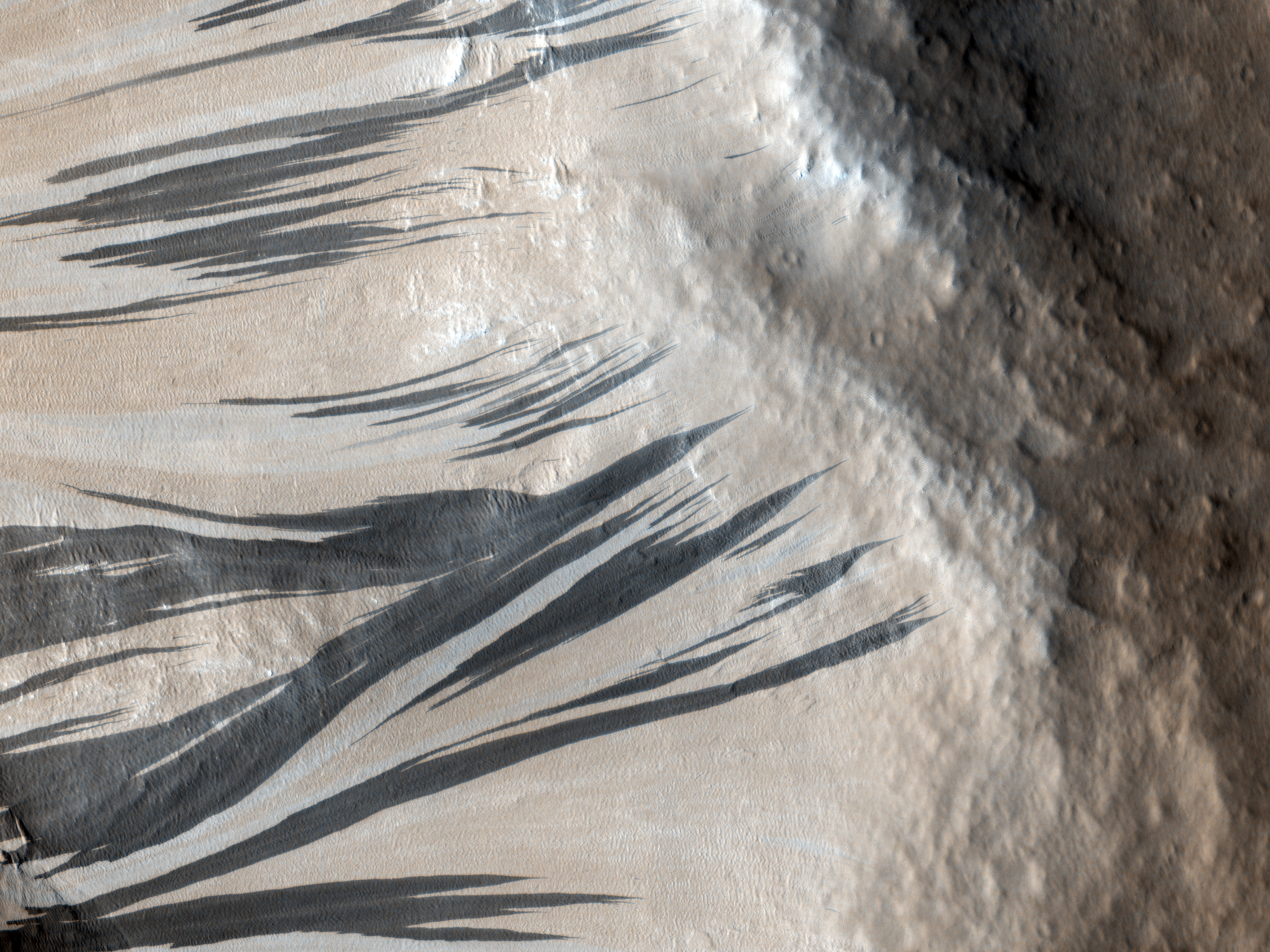
Traînées noires photographiées le 3 décembre 2006 par l'instrument HiRISE de MRO dans la région d'Acheron Fossae.
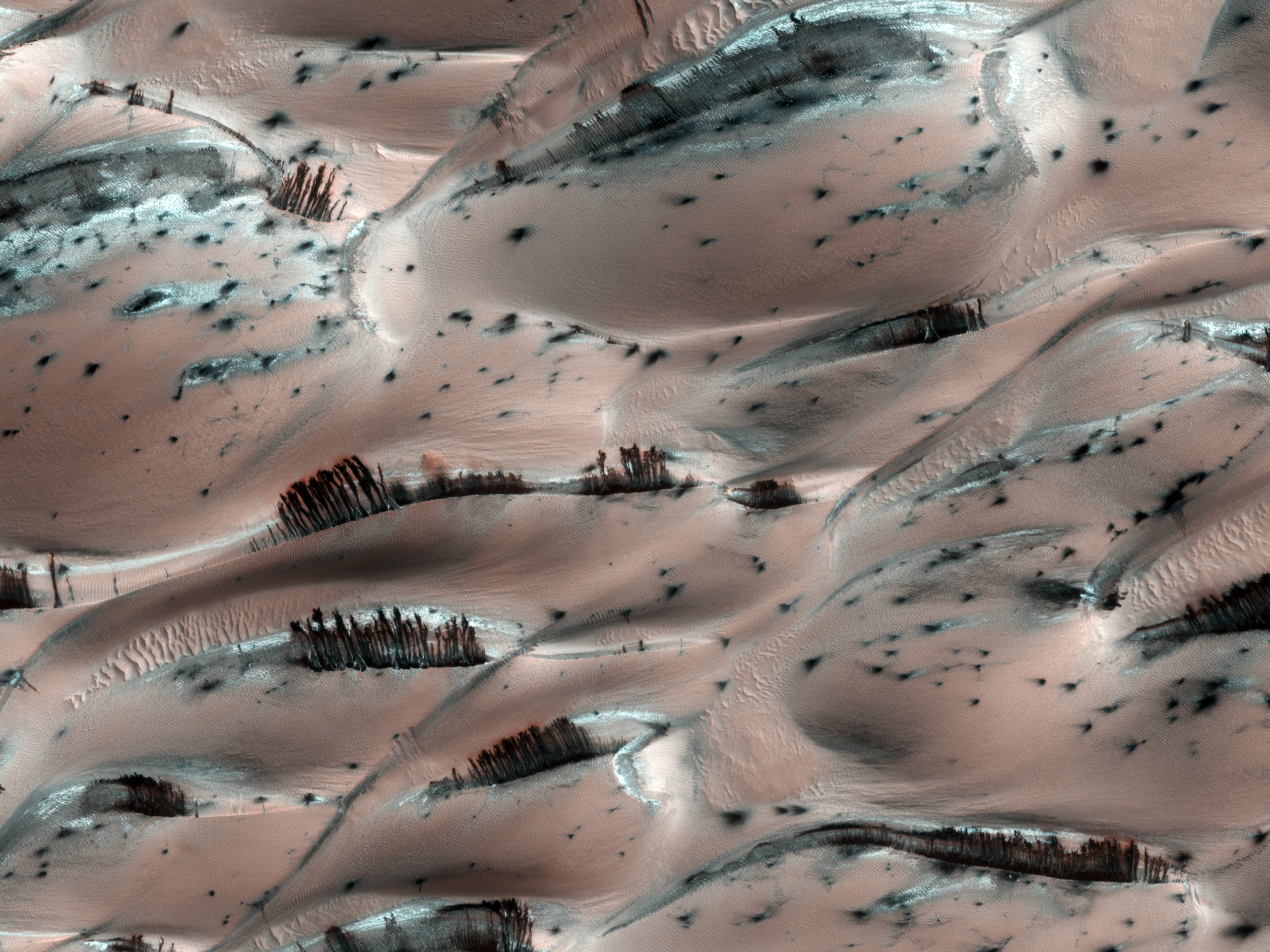
Lorsqu'elles prennent naissance sur la crête des dunes martiennes, les traînées noires donnent l'illusion, à faible résolution, de rangées d'arbres éparses au milieu de buissons. Photo prise au nord d'Utopia Planitia, en lisière de la calotte polaire boréale.
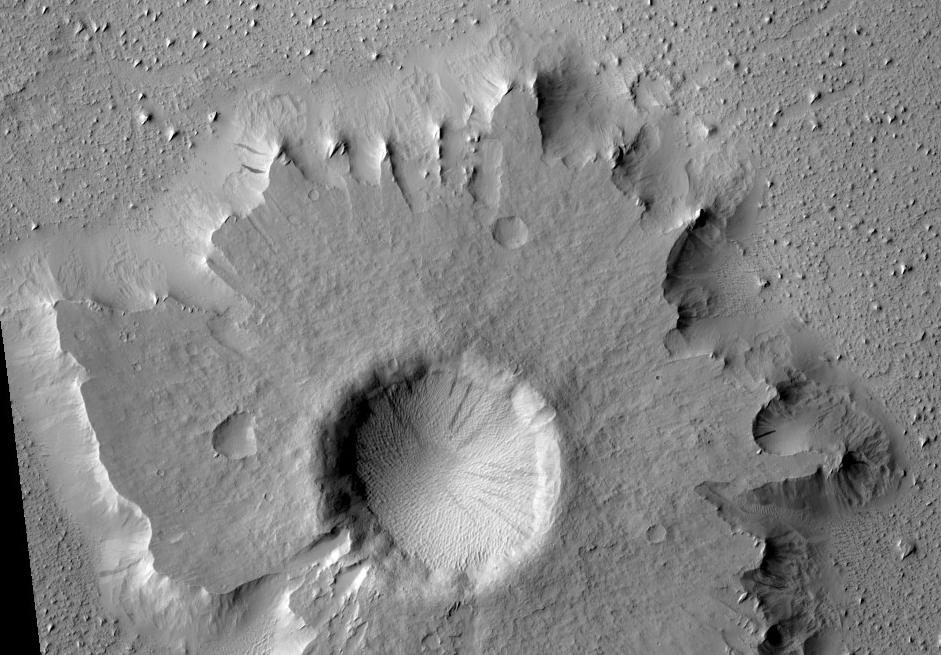
Cratère à piédestal présentant des traînées sombres au sud-ouest d'Amazonis Planitia.

Phénomènes météorologiques
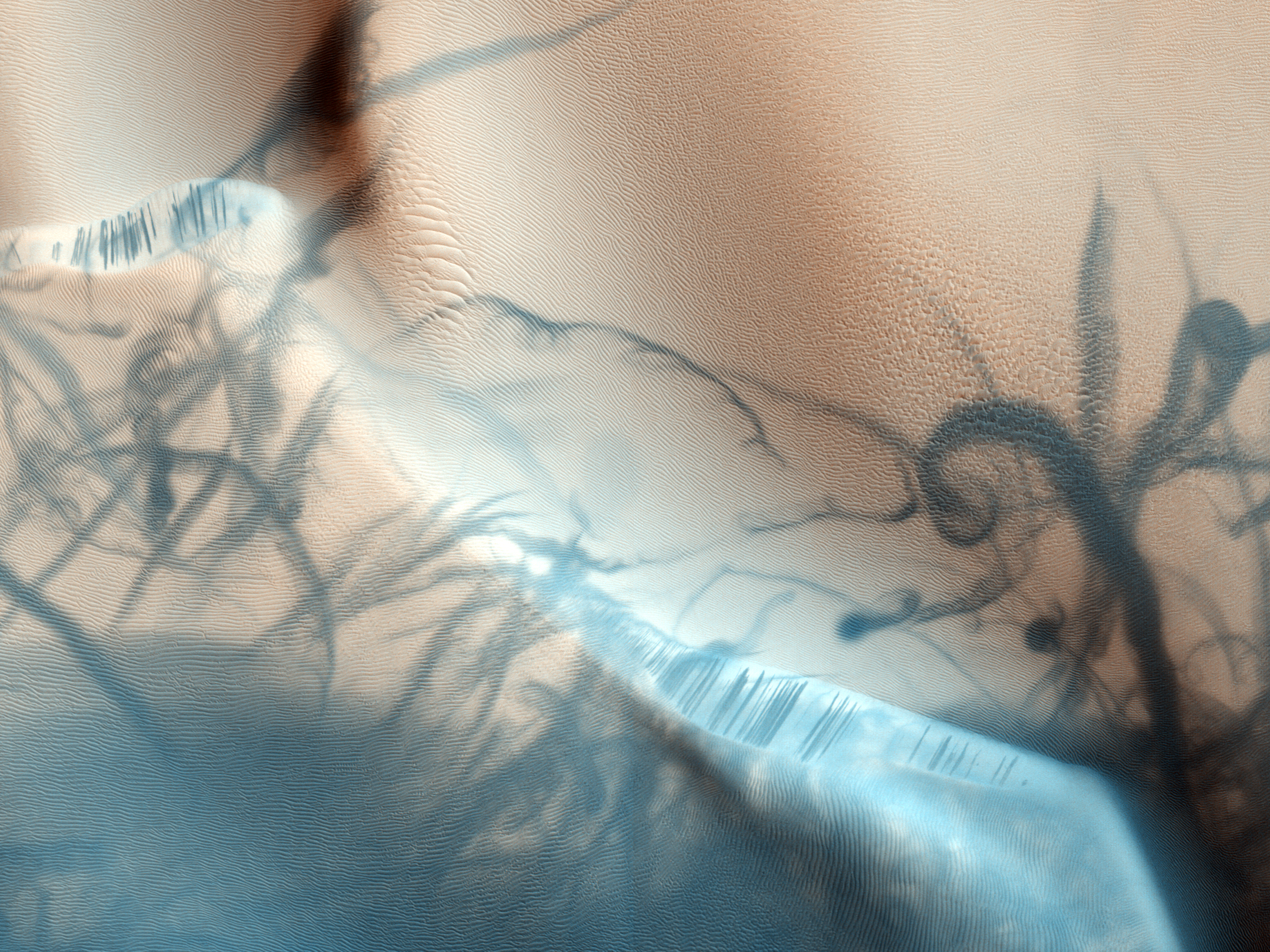
Traînées laissées par des tourbillons de poussière.

Champs de dunes
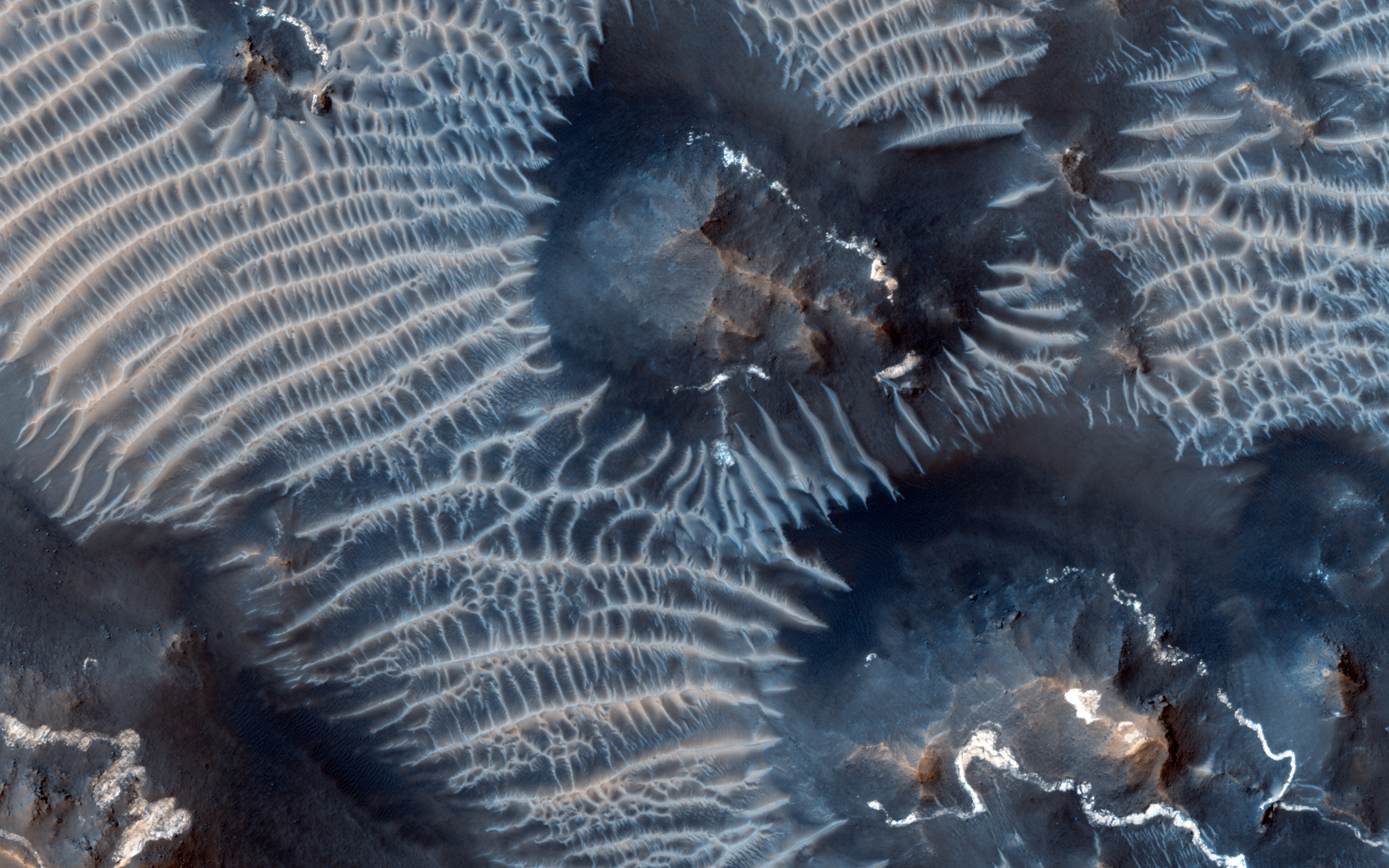
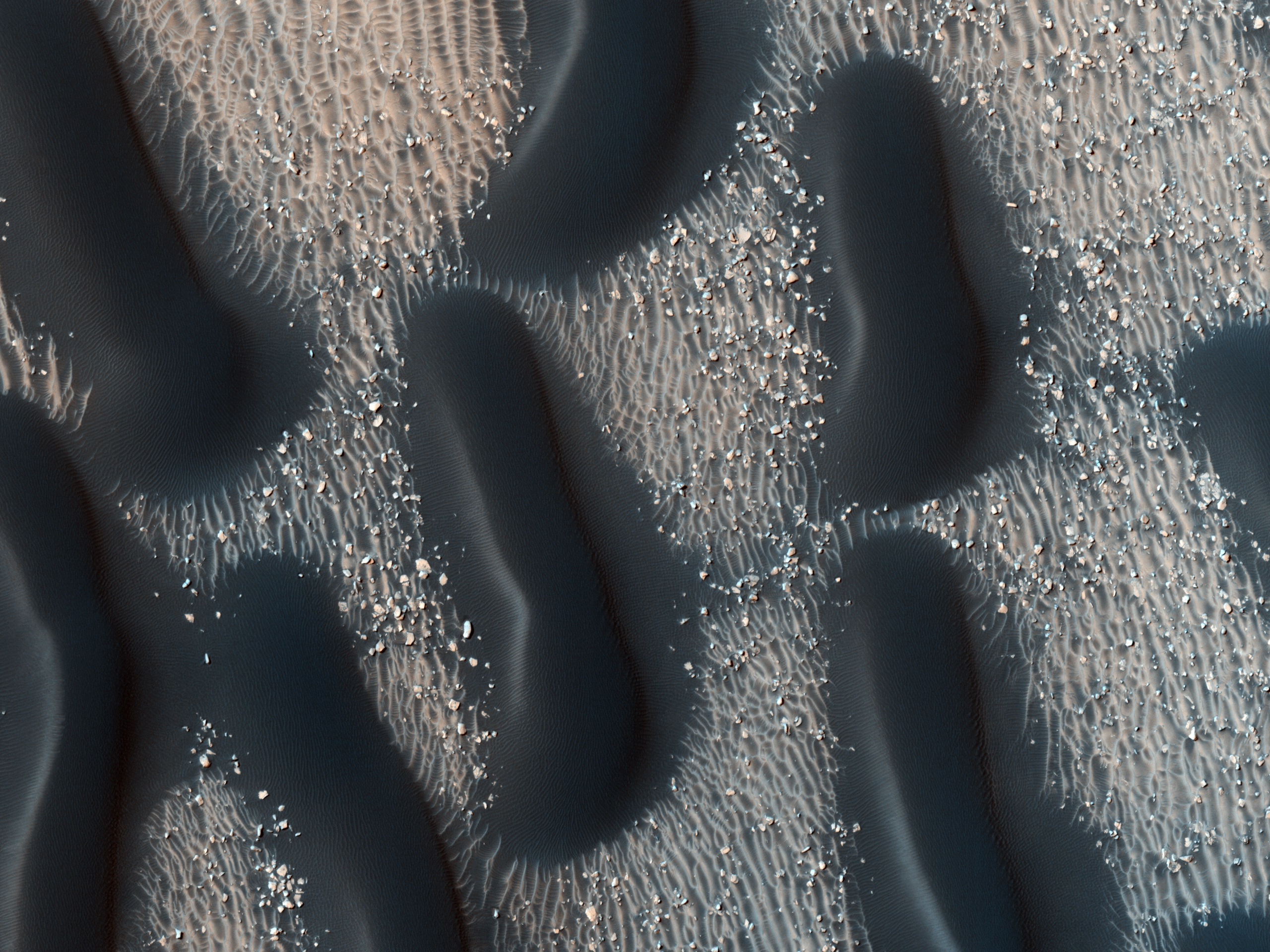

Divers
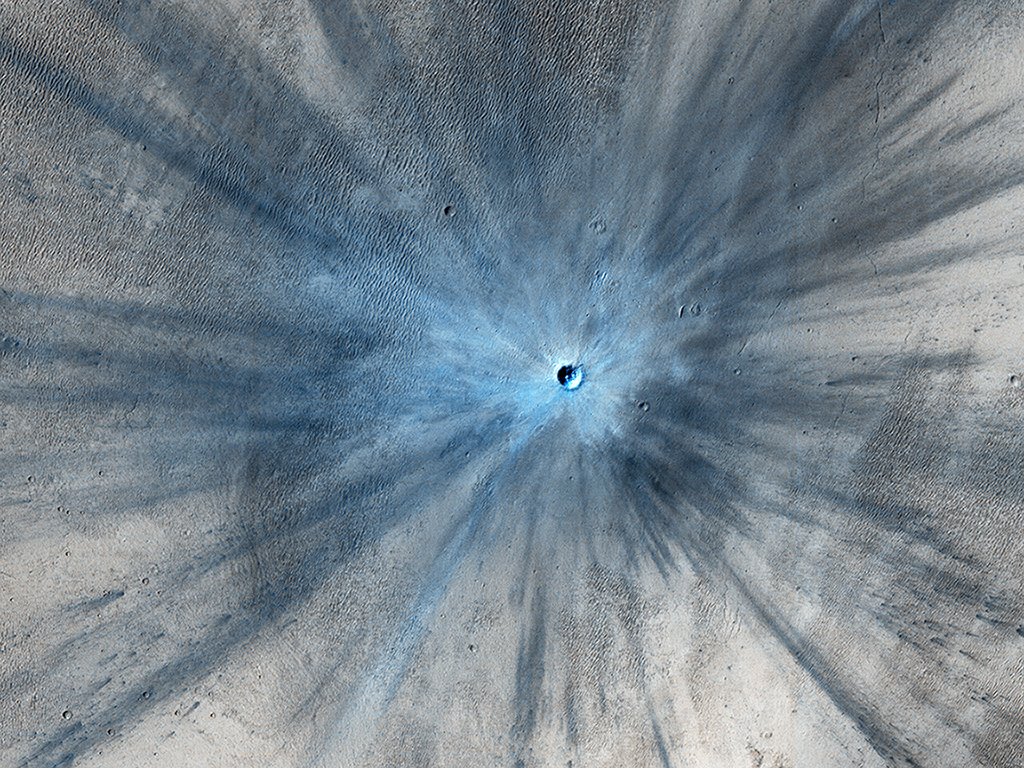
Cratère d'impact de 30 mètres de diamètre récent (moins de trois ans) photographié en novembre 2013 par la caméra HiRISE.
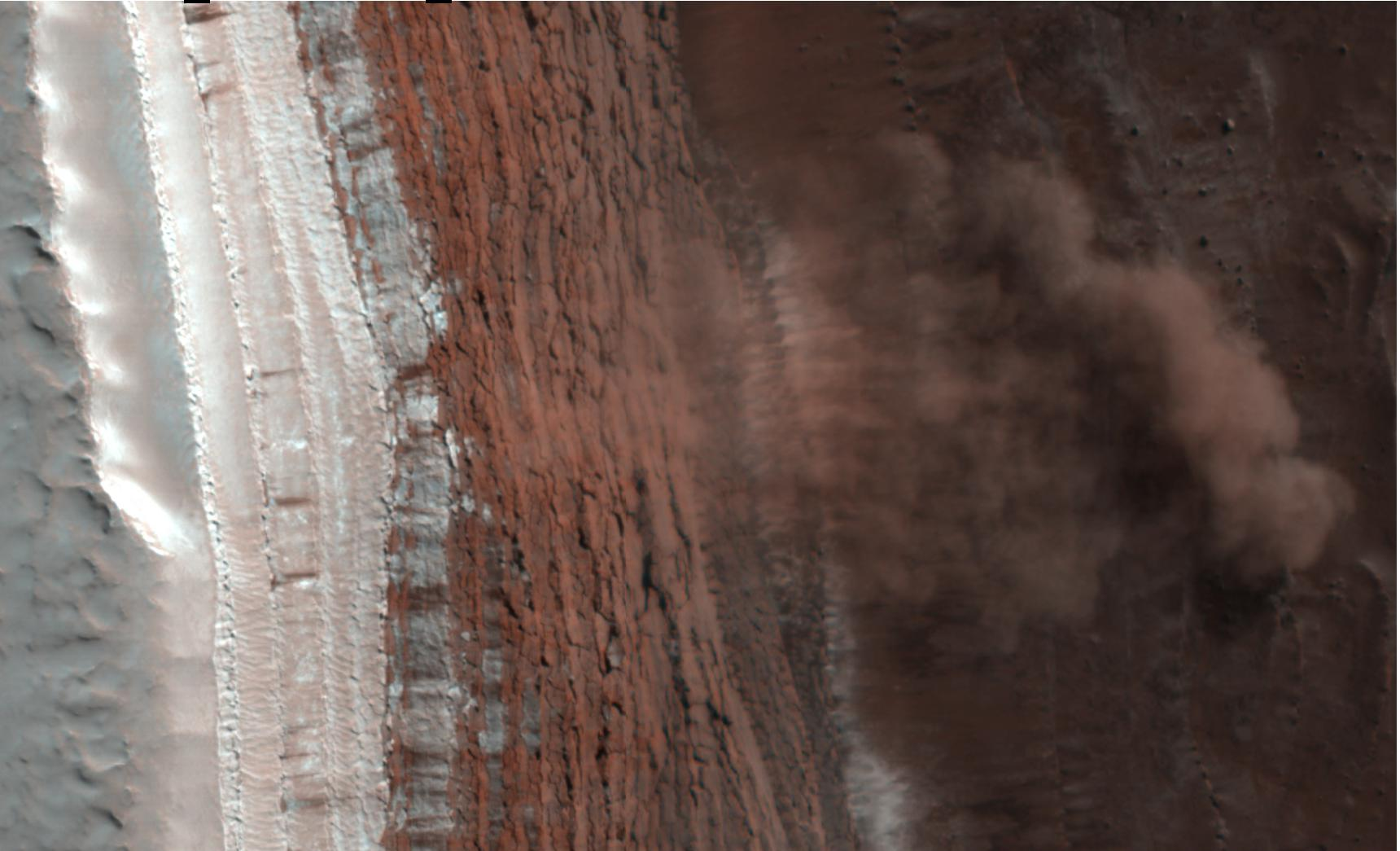
Avalanche déclenchée par le dégel dans la calotte polaire et photographiée en février 2008. Le nuage de débris fait environ 200 mètres de long et la falaise a une hauteur de 700 mètres et pente d'environ 60°. Sa partie supérieure est couverte de dioxyde de carbone gelé.
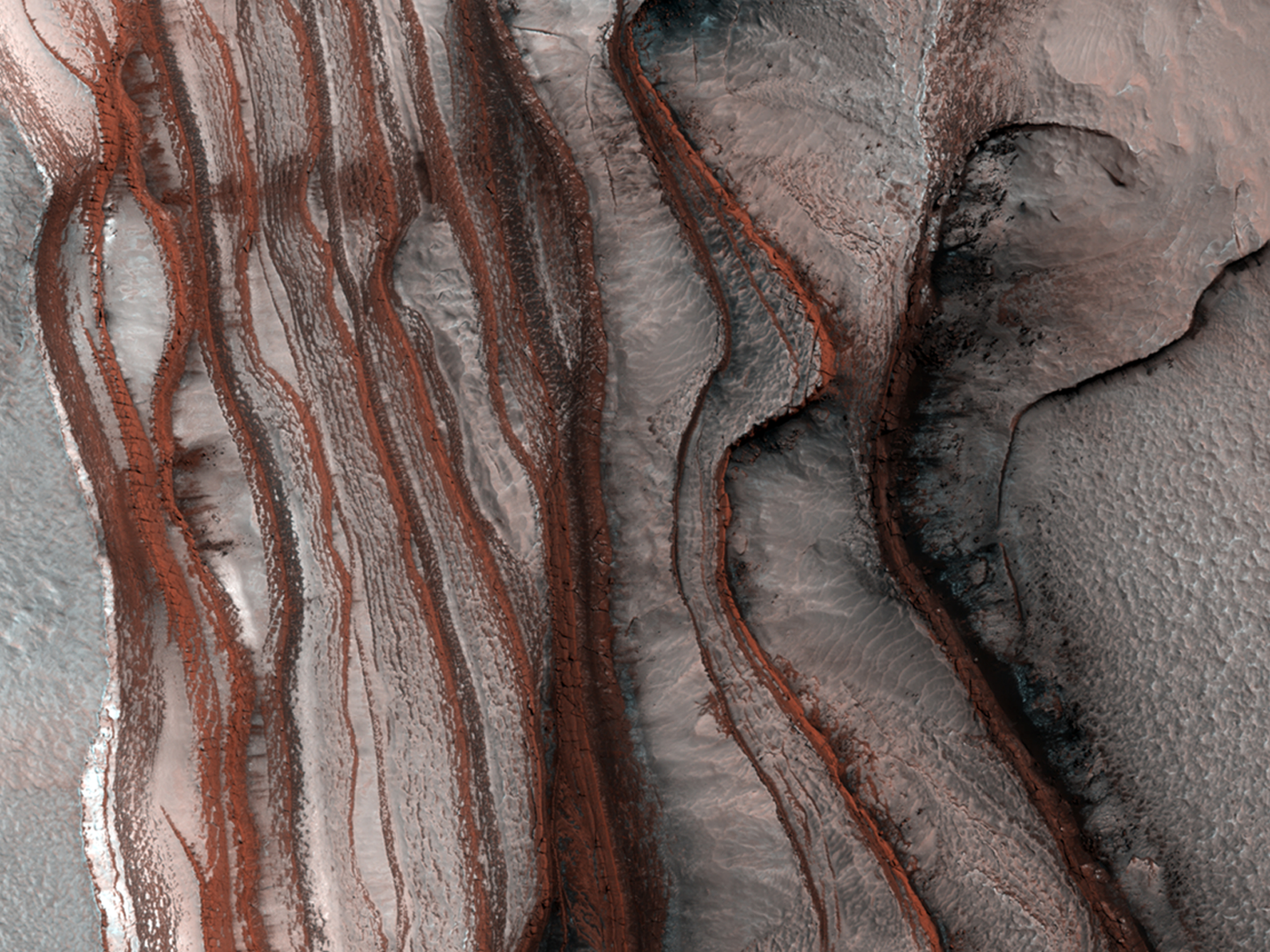
Strates sur les pentes de Chasma Boreale, vallée qui s'enfonce dans la calotte polaire. L'image fait 1 km de droite à gauche et la dénivelée est également de 1 km.

Lunes martiennes
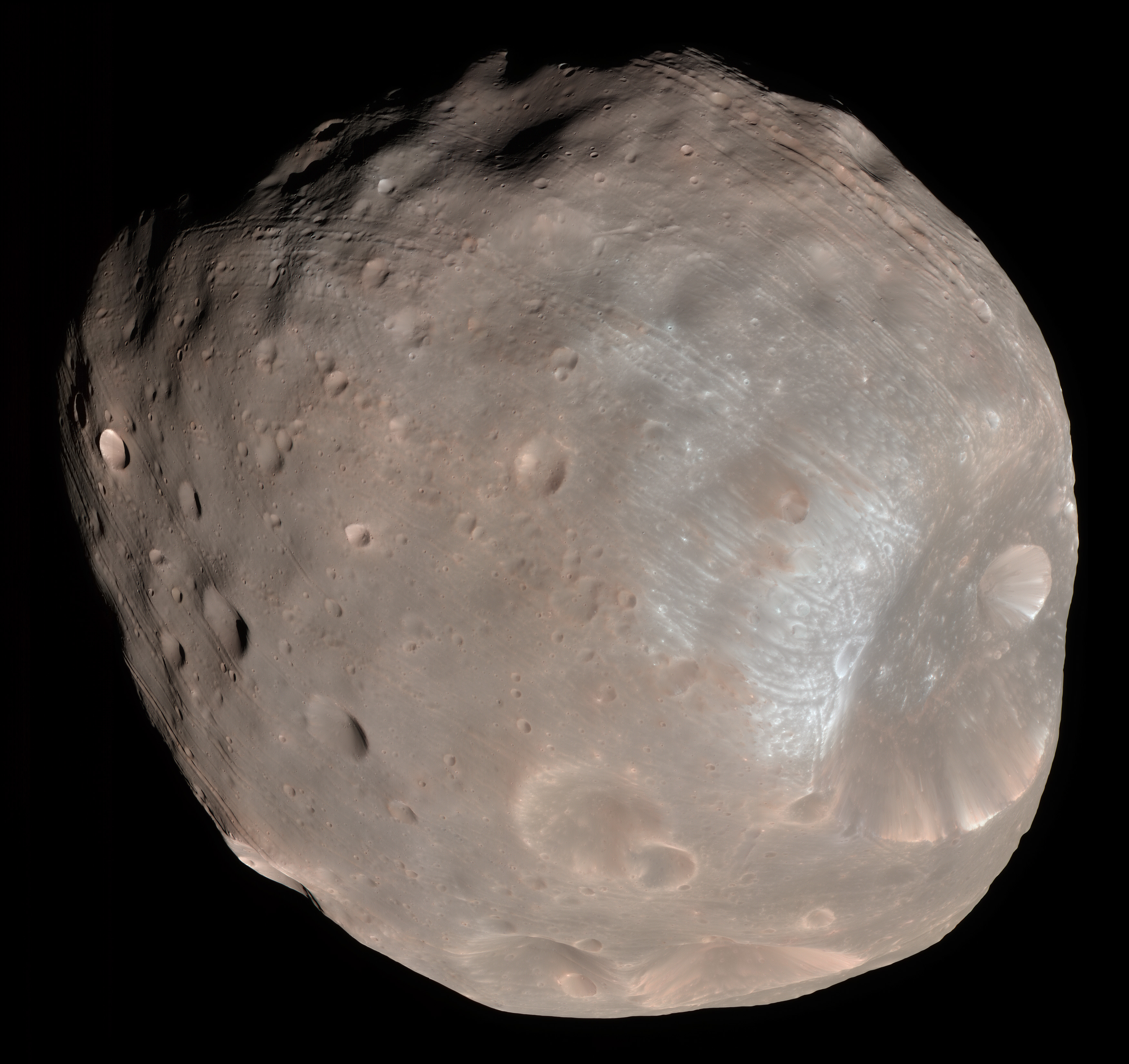
Le satellite de Mars Phobos vu le 23 mars 2008 à 6 800 km de distance par l'instrument HiRISE.
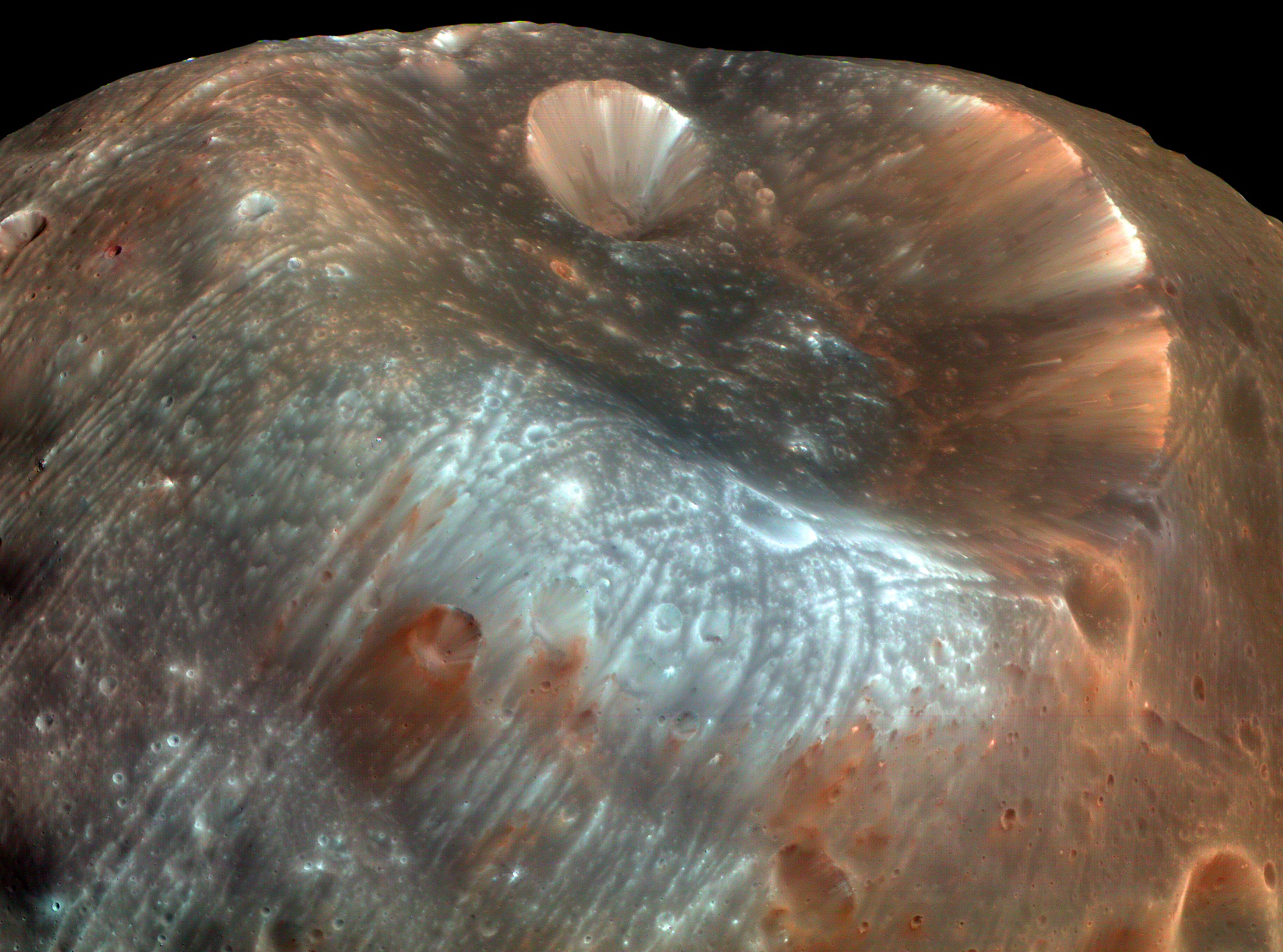
Le cratère Stickney, de 9 km de diamètre, vu par l'instrument HiRISE.
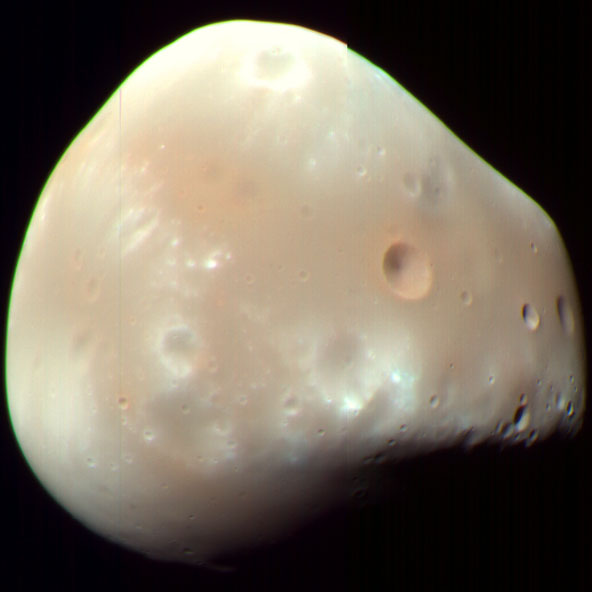
Vue de Déimos par l'instrument HiRISE.